# Томск
Томск — город в России, административный центр одноимённых области и района, расположенный на востоке Западной Сибири на берегу реки Томи.
Старейший в Сибири крупный образовательный, научный и инновационный центр, насчитывающий 9 вузов, 15 НИИ, особую экономическую зону технико-внедренческого типа и 6 бизнес-инкубаторов.
Является членом Ассоциации сибирских и дальневосточных городов и ассоциации «Сеть главных городов Азии».
Город богат памятниками деревянной и каменной архитектуры XVIII—XX веков.
В городе проживает 544 566 человек (2025), в городском округе город Томск — 564 927 человека (2025). Седьмой по численности населения город Сибири, тридцатый по численности населения город России. Томск, его город-спутник Северск и пригороды формируют Томскую городскую агломерацию с населением около 766 тысяч человек (2024).
Указом Президента Российской Федерации от 2 июля 2020 года Томску присвоено звание «Город трудовой доблести».

## Этимология
Томск основан в 1604 году на реке Томи в составе Тобольского разряда; с 1629 года — центральный город Томского разряда. Гидроним «Томь» исследователи XVIII века выводили из кет. томь, том — «река». При этом некоторые лингвисты считают, что это слово в кетском языке является родовым обозначением реки, а другие — что это слово было именем собственным и имело особое значение. По оценке А. П. Дульзона, слово «том» указывает на реку с тёмной водой. Некоторые современные авторы отрицают терминологическое значение этого слова и допускают образование том из кет. тума — «тёмный, чёрный» или трактуют том как тюрко-монгольское «большой, главный».

## История
20 (30) января 1604 года в Москву ко двору Бориса Годунова приехало посольство во главе с князем эуштинских татар Тояном с просьбой о принятии их под русское подданство и защиты их от нападений воинственных соседей — енисейских кыргызов и калмыков. В ответ на это Борисом Годуновым подписана грамота о строительстве города на землях эуштинцев. 25 марта (4 апреля) 1604 года Борис Годунов послал казачьего голову Гаврилу Писемского из Сургута и стрелецкого голову Василия Тыркова из Тобольска с заданием основать город на берегу реки Томи, в татарской земле, завести вокруг него государеву пашню и привести в подданство российскому царю окрестные народы. К 27 сентября (7 октября) 1604 года строительство Томской крепости (кремля) было завершено. Однако к 1648 году старый рубленый город пришёл в негодность, и на южном мысу Воскресенской горы, возвышающейся над правым берегом Томи, в 60 километрах от её впадения в Обь и недалеко от устья таёжной речки Ушайки, был выстроен новый кремль. Томск стал важным стратегическим военным центром, в течение всего XVII века обеспечивавшим безопасность местного населения — в 1614, 1617, 1657 и 1698 годах отражал набеги кочевников.
В 1629 году управление Сибирью разделено на два разряда, или две области: Тобольскую и Томскую.
После создания Сибирского тракта, шедшего из Москвы через Томск в Кяхту (Забайкалье), Томск стал важным центром транзитной торговли, в 1738 году в Томске возникает ямская служба. Постепенно город вырос до статуса регионального административного центра и в 1804 году стал центром огромной Томской губернии, которая включала в себя территории нынешних Республики Алтай, Алтайского края, Кемеровской, Новосибирской и Томской областей, Восточно-Казахстанской области (Казахстан), западные части Хакасии и Красноярского края.
При прокладке линии Транссибирской железнодорожной магистрали в конце XIX века инженером-путейцем Н. П. Межениновым, руководившим строительством Среднесибирского участка магистрали, было принято решение о том, что основная железнодорожная линия должна пройти значительно южнее Томска, а Томск следует соединить с ней отдельной ветвью, которая и была проложена в 1896 году. Поскольку она являлась тупиковой, город потерял значение транспортного узла (см.: Строительство Транссибирской магистрали в обход Томска).
Во второй половине XIX — начале XX века Томск являлся одним из центров идеологии сибирского областничества, одним из лидеров являлся видный русский учёный Григорий Потанин. 20 октября (2 ноября) 1905 года во время черносотенного погрома в Томске были сожжены здания Королёвского театра и управления железной дороги, погибло несколько десятков человек. 2 (15) августа 1917 года, в промежутке между Февральской и Октябрьской революциями, на сибирской конференции общественных организаций в Томске было принято «Постановление по вопросу об автономном устройстве Сибири». В начале октября того же года и также в Томске был избран Сибирский областной совет.
Советская власть в Томске была провозглашена 6 (19) декабря 1917 года. 26 января (8 февраля) 1918 года исполком Томского губернского Совета рабочих и солдатских депутатов распустил Сибирскую областную думу, а через 2 месяца распустил городскую думу и губернскую земскую управу. В результате восстания Чехословацкого корпуса 31 мая 1918 года Томск перешёл под власть Белого движения. В марте 1919 года подпольная большевистская группа готовила вооружённое восстание, но была раскрыта, её участники — расстреляны. В ночь с 16 на 17 декабря 1919 года большевики-подпольщики организовали вооруженное восстание, которое закончилось победой над войсками Колчака и окончательным установлением советской власти в Томске. Через несколько дней, 20 декабря Красная Армия вошла в город. Последним городским головой был Александр Грацианов.
В 1925 году Томск вошёл в состав Сибирского края, пять лет спустя преобразованного в Западно-Сибирский край, а в 1937 году Томск на 7 лет стал городом Новосибирской области. Период с 1918 по 1944 год был временем серьёзного упадка Томска, падением его регионального статуса, произошёл мощный отток населения в быстрорастущий Новосибирск и другие города, расположенные на Транссибе. В городе не было индустриальных предприятий, удобных транспортных коммуникаций, постепенно сворачивалась культурная жизнь. В то же время продолжала развиваться научная и преподавательская деятельность — в Томском государственном университете и Технологическом институте.
Во время Великой Отечественной войны в Томск было эвакуировано около 30 предприятий из европейской части СССР, которые и стали основой промышленности города: за годы войны объём промышленного производства в Томске утроился. Изменился и административный статус города — 13 августа 1944 года была образована Томская область, и Томск стал областным центром. На фронтах воевали 229 тыс. томичей, из них 63,6 тыс. погибли, а 176 были удостоены звания Героя Советского Союза.
В 1960—1980 годы в Томске развиваются основные стратегические позиции и научно-образовательный комплекс. Благодаря созданной почти с нуля нефтяной промышленности Томской области. Привлечение в Томскую область проектов Министерства нефтяной промышленности СССР, в том числе, стало основой срочного развития региональной транспортной инфраструктуры, в том числе — строительства современного аэропорта. Город становится «столицей» нефтедобывающего региона, в городе разворачивается оборонное производство современной (1960-е) военной электроники, часть возможностей закрытого предприятия советского атомного проекта (Пятый почтовый) направляется на решение проблем, вокруг города разворачивается сеть предприятий агропромышленного комплекса для продовольственной безопасности жителей Томска (сеть птицефабрик, мощный свинокомплекс (на 108 тыс. голов в год), создаётся мощная база предприятий строительной индустрии (Томский домостроительный комбинат, завод ЖБК-100 и др.), Томск получает мощное культурное развитие. В Томск со всей страны приглашаются художники, поэты, театральные деятели и деятели кино, вводятся в строй широкоформатный кинотеатр «Родина» и крытый ледовый стадион «Дворец Спорта». Большинство этих социально-экономических преобразований в целом типичны для всего Советского Союза того периода, однако многие зарубежные и российские историки и политики считают их заслугой Егора Лигачёва, занимавшего пост первого секретаря Томского областного комитета КПСС с 1964 по 1983 год.
В Томске сохранилось большое количество памятников деревянного зодчества, созданных в основном в конце XIX века, однако со временем их число становится всё меньше. В 1970 году городу был присвоен статус исторического города. В ходе Перестройки были сняты ограничения на посещение города иностранцами.
В 1990-е годы в Томске, как и в большинстве городов России, произошёл спад промышленного производства, особенно в оборонно-промышленном комплексе. Перестали существовать приборный и радиотехнический заводы; испытывал проблемы нефтехимический комбинат, несколько раз менявший собственника. В июле 1996 года на первых всенародных выборах главы города победу над действующим мэром Геннадием Коноваловым одержал глава администрации Советского района Томска Александр Макаров.
В 2004 году Томску исполнилось 400 лет, руководство города и области добилось, за счёт подготовки к юбилею, выделения значительных средств из федерального бюджета на развитие города, в частности, на ремонт улиц. Празднование юбилея, намеченное на 3—5 сентября, совпало с терактом в Беслане и ограничилось первым днём, а оставшаяся часть праздника прошла 7—10 октября.

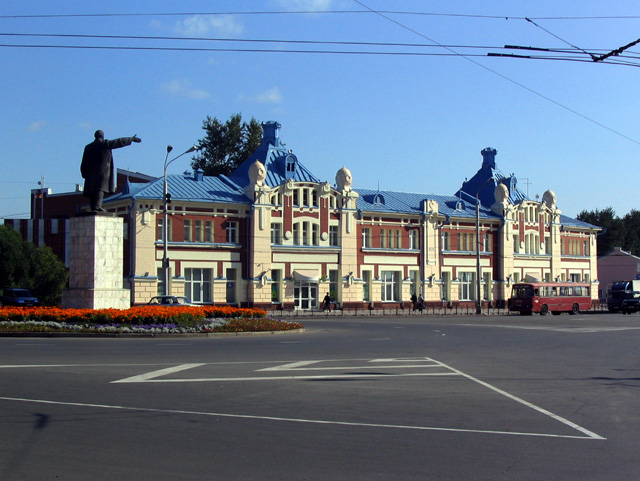
Площадь Ленина (вид от областного драматического театра)

## Официальная символика

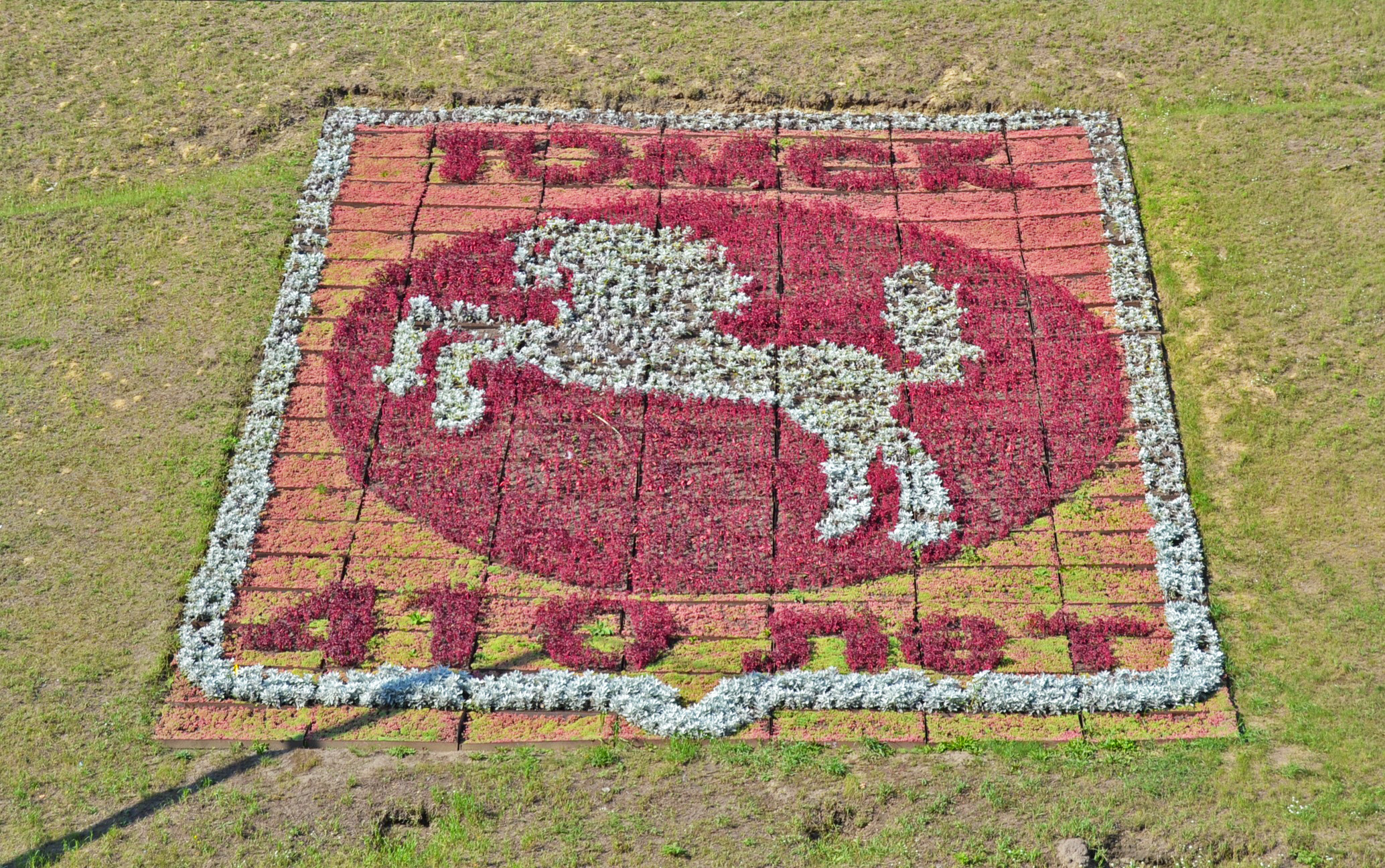
Цветочная клумба в виде герба Томска на въезде в город по улице Нахимова (образца 2014 года)

Герб Томска в современном виде утверждён 27 августа 2019 года.
Конь, изображённый на гербе города, напоминает об извозе, служившем источником дохода для большой части населения, а также о том, что некогда через Томск проходил Московско-Сибирский тракт. Девиз, начертанный на гербе, — научный и промышленный потенциал города.
Первоначально (1729 год) описание герба Томска звучало так: «Человек, стоящий в рудокопном платье, в руках рудокопательные инструменты, поле жёлтое». Это было связано с тем, что в районе Томска тогда разрабатывались рудные залежи. В 1785 году был утверждён новый герб: «В верхней части щита герб Тобольский. В нижней на зелёном поле серебряная лошадь в знак того, что лошади сей округи почитаются лучшими и что у близ живущих татар имеются конские заводы». В 1804 году, когда Томск стал центром Томской губернии, герб стал представлять собой скачущую лошадь на зелёном щите.
Серебряный конь изображён и на флаге Томска. Флаг представляет собой прямоугольное бело-зелёное полотнище; соотношение сторон — 2:3. Белая полоса, шириной 1/3 полотнища, размещена у геральдически правого края (левого относительно зрителя) полотнища флага. В центре флага изображён скачущий вправо серебряный конь.

## Административное деление
В рамках административно-территориального устройства области, Томск является городом областного подчинения, районам которого подчинены 7 сельских населённых пунктов; в рамках муниципального устройства он образует муниципальное образование  Город Томск  со статусом городского округа, в состав которого входят 8 населённых пунктов (1 город и 7 сельских населённых пункта).

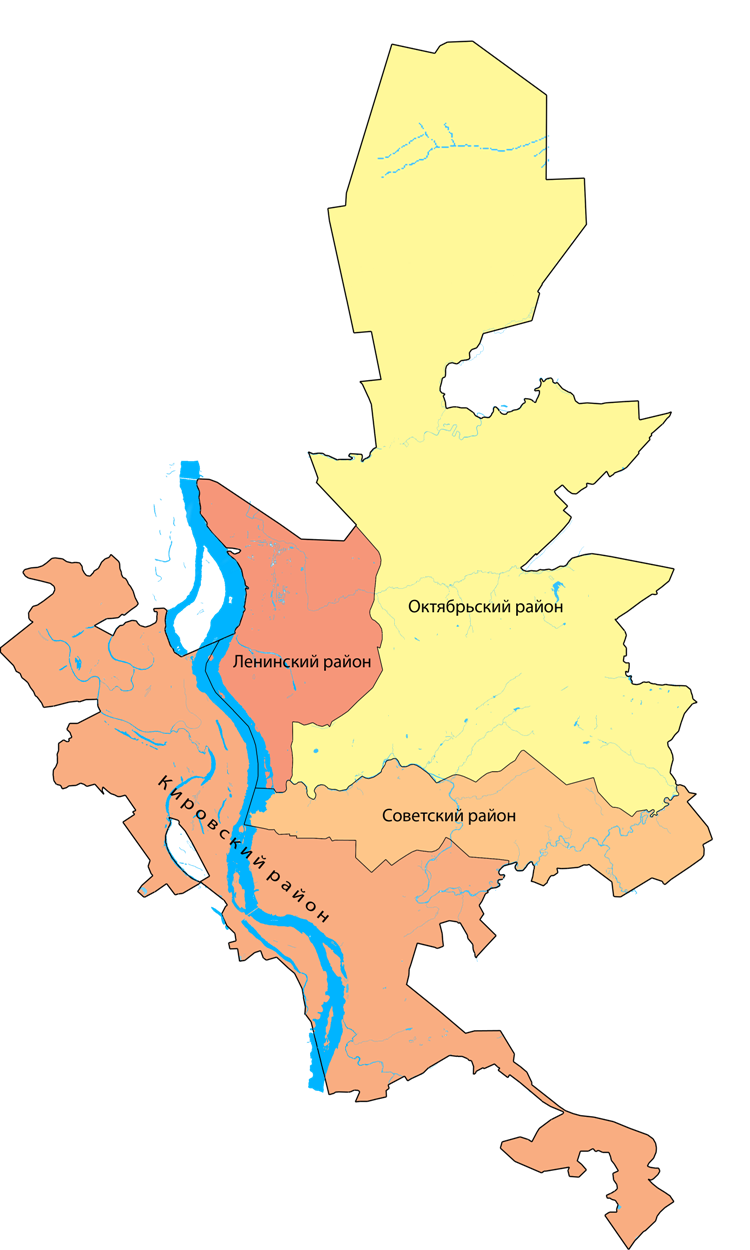
Районы города

Томск административно разделён на 4 района в городе (внутригородских района).
| № | Район       | Площадь, км² | Население, чел. (2021) | Код ОКАТО  |
| - | ----------- | ------------ | ---------------------- | ---------- |
| 1 | Кировский   |              | ↘132 372               | 69 401 363 |
| 2 | Ленинский   |              | ↘127 288               | 69 401 368 |
| 3 | Октябрьский |              | ↘181 422               | 69 401 370 |
| 4 | Советский   |              | ↘115 396               | 69 401 372 |

Районы города включают исторически сформировавшиеся микрорайоны и места, например микрорайон Академгородок в Советском районе Томска.
До 2004 года в состав города Томска входил «анклав» Аэропорт, который ныне относится к Мирненскому сельскому поселению Томского района.

## Органы власти

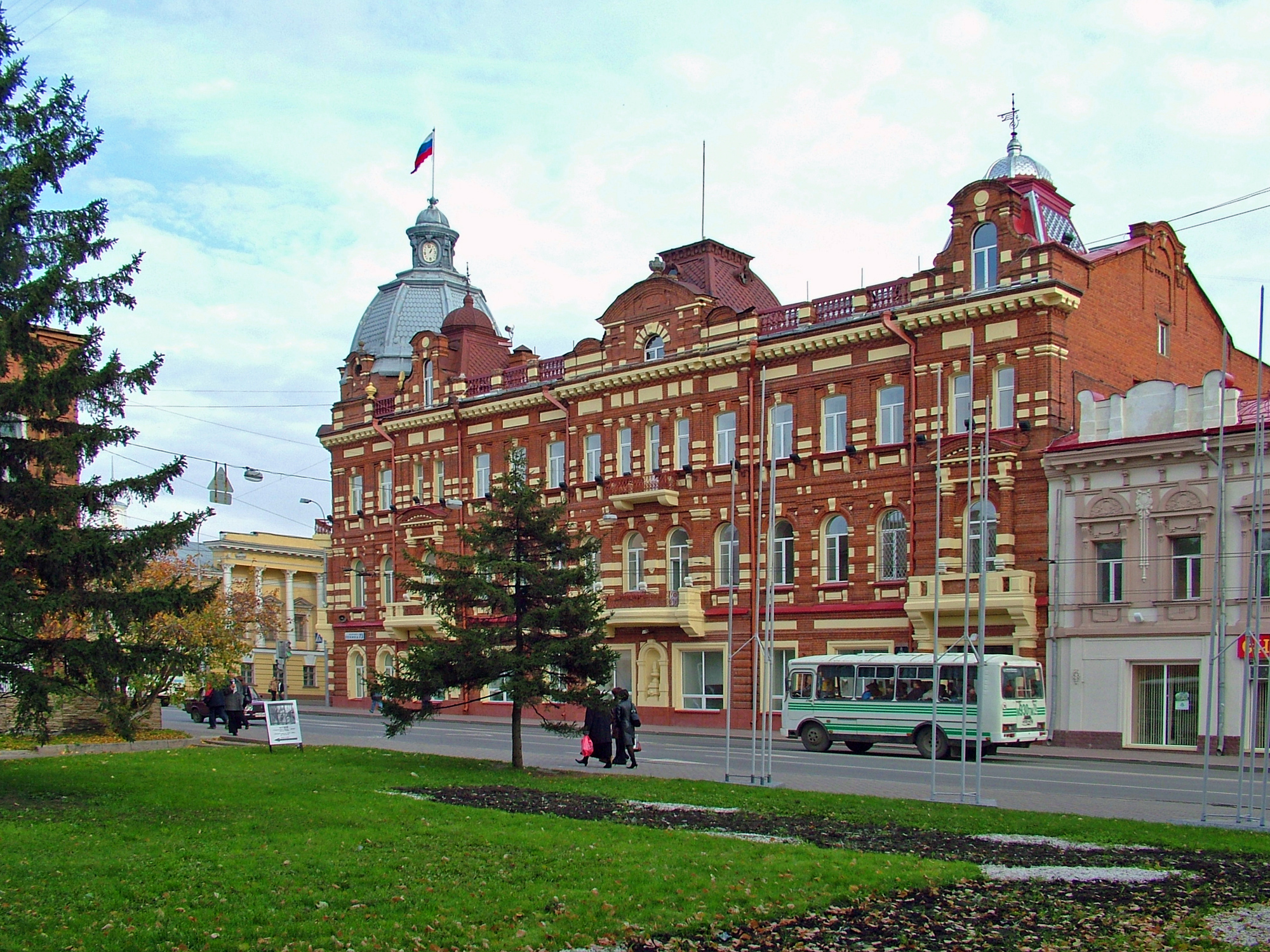
Здание администрации Томска, где с 1994 по 2005 год одновременно находилась городская дума

Структуру органов местного самоуправления в городе (городском округе) составляют:
- Дума города Томска — представительный орган муниципального образования «Город Томск»;
- Мэр города Томска — глава муниципального образования «Город Томск», с 2022 года избирается не жителями города, а депутатами Думы;
- Администрация города Томска — местная администрация (исполнительно-распорядительный орган муниципального образования «Город Томск»);
- Счётная палата города Томска — контрольно-счётный орган муниципального образования «Город Томск».

Городская дума
Представительную власть в городе осуществляет Дума города Томска, в которую входят 36 депутатов. Половина из них избираются по мажоритарной системе в девяти избирательных округах, половина — по партийным спискам. 27 марта 1994 года избрана Томская городская дума 1 созыва, 23 марта 1997 года избрана дума 2 созыва, 1 апреля 2001 года — 3 созыва. 9 октября 2005 года избрана городская дума 4 созыва, победу на выборах по партийным спискам одержала «Партия пенсионеров». С 30 октября 2007 по 22 октября 2010 председателем Думы являлся Александр Чуприн.
10 октября 2010 избрана городская дума 5 созыва, в результате выборов «Единая Россия» получила 26 из 36 депутатских мандатов. Председателем Думы избран бывший первый заместитель губернатора Сергей Ильиных.
В ноябре 2015 года председателем городской думы VI созыва стал Сергей Панов.

В 2025 году завершает работу VII созыв Думы. Новый состав будет определён на выборах, которые состоятся в сентябре в Единый день голосования.
Администрация города
В декабре 1991 года указом Президента РСФСР Бориса Ельцина главой администрации Томска был назначен председатель исполкома горсовета Владимир Гончар. За отделами и управлениями горисполкома на некоторое время, до сформирования соответствующих структурных подразделений городской администрации, были сохранены их полномочия (например, финансово-экономическое управление и отдел здравоохранения горисполкома работали до февраля и марта 1992 года соответственно, когда были созданы соответствующие управления администрации города). В декабре 1992 года Гончар ушёл в отставку.
В январе 1993 года Томский горсовет утвердил главой администрации Геннадия Коновалова. В январе 1994 года была введена должность мэра города, на которую областные власти назначили Коновалова. Он руководил городом до 1996 года (см. выше).
Мэр города Томска является главой муниципального образования, высшим должностным лицом города Томска, наделён уставом города собственными полномочиями по решению вопросов местного значения и возглавляет администрацию города Томска. Избирается по результатам голосования населения.
После ареста мэра Александра Макарова в декабре 2006 года его обязанности исполнял заместитель мэра по экономике, замещающий должность первого заместителя мэра Игорь Шатурный. Позднее И. Шатурный был назначен на пост заместителя губернатора Томской области по строительству, ЖКХ, дорожному комплексу, ГО и ЧС. С 27 июня 2007 года обязанности мэра исполнял бывший председатель городской думы, утверждённый городскими депутатами по предложению Шатурного первый заместитель мэра Николай Николайчук. В марте 2009 года он победил во втором туре выборов мэра города. Есть данные, что выборы были проведены с массовыми нарушениями, которые повлияли на результат голосования. В конце июля 2013 года Н. Николайчук подал в отставку, исполняющим обязанности мэра стал заместитель мэра по развитию города Евгений Паршуто.
В октябре 2013 года мэром Томска был избран депутат Думы Томской области, генеральный директор ОАО «Томское пиво» Иван Кляйн. С ноября 2020 года, после ареста Кляйна, обязанности главы города исполняет заместитель мэра по экономическому развитию и инновациям Михаил Ратнер.
В сентябре 2023 года Дума города Томска избрала на пост главы города заместителя мэра Омска Дмитрия Махиню.
Избирательные округа
Город Томск разделён на 9 избирательных округов: Вузовский избирательный округ № 1, Кировский избирательный округ № 2, Академический избирательный округ № 3, Центральный избирательный округ № 4, Ленинский избирательный округ № 5, Каштачный избирательный округ № 6, Белоозёрский избирательный округ № 7, Мичуринский избирательный округ № 8, Лесной избирательный округ № 9. На муниципальных выборах с 2015 года введена система, где каждый из девяти перечисленных округов разделён ещё на три мажоритарных округа, при этом, в партийных списках округов, по-прежнему, девять.

## Томская агломерация

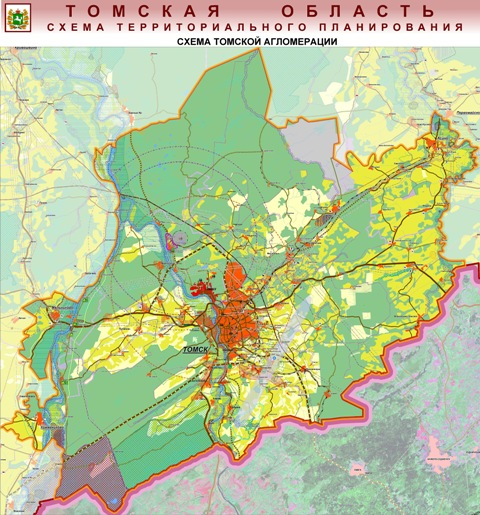
Карта Томской агломерации согласно проекту «Схемы территориального планирования Томской области»

Чаще всего под Томской агломерацией понимают её ядро, состоящее из городских округов Томск и Северск, вместе с окружающим пригородным Томским районом; её население в этих границах составляло 728 тыс. чел. (2011), а площадь — 10 818 км². При включении в состав агломерации некоторых смежных с Томским районом частей территорий Асиновского, Шегарского и Кожевниковского районов её население возрастает до 754 тыс. жит. (2009), а площадь — до 12 550 км².
Начиная с 2002 года неоднократно руководителями области высказывалось мнение о возможности и целесообразности создания единого административно-территориального образования «Большой Томск». В апреле 2008 года власти Томска обратились к руководству области, Томского района и Северска с просьбой поддержать идею создания агломерации.

## Физико-географическая характеристика

### Географическое положение
| С-З | Колпашево ~ 316 км   | Северск ~3 км | Асино ~ 112 км    | С-В |
| З   | Кедровый ~ 451 км    | Роза ветров   | Мариинск ~ 223 км | В   |
| Ю-З | Новосибирск ~ 272 км | Юрга ~ 99 км  | Тайга ~ 87 км     | Ю-В |

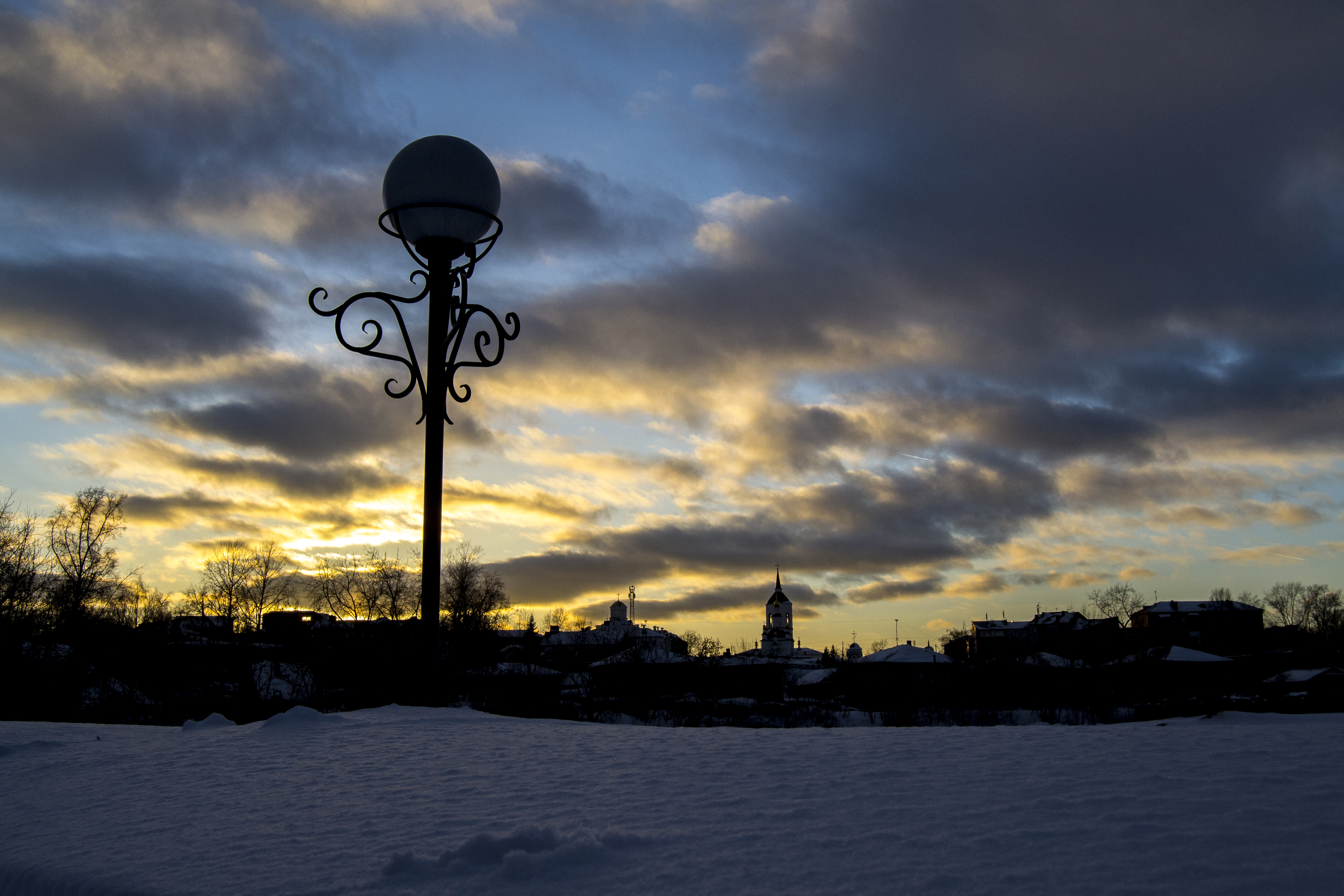
Закат

Томск расположен на границе Западно-Сибирской равнины и отрогов Кузнецкого Алатау на правом берегу реки Томи, в 50 км от места её впадения в Обь. Город расположен на краю таёжной природной зоны: к северу простираются труднопроходимые леса и болота, к югу — чередуются широколиственные и смешанные леса и лесостепи. Расстояние до Москвы — 3,5 тыс. км.
В 12 км к северу от Томска расположен закрытый город Северск, в советские времена называвшийся «Томск-7» или, в неформальной речи, «почтовый», «пятый почтовый».
Площадь города — 294,6 км². Улица Льва Толстого в Томске проходит вдоль 85-го меридиана восточной долготы.

### Часовой пояс
Томск находится в часовой зоне МСК+4. Смещение применяемого времени относительно UTC составляет +7:00.
В соответствии с применяемым временем и географической долготой средний солнечный полдень в Томске наступает в 13:20.

### Климат

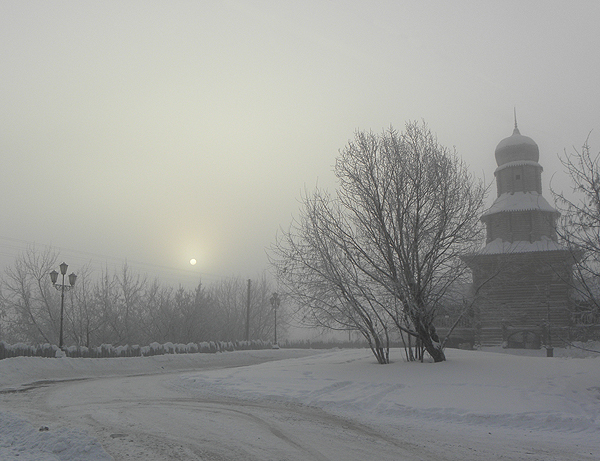
На Воскресенской горе в сильный мороз (−42 °C)

Тип климата — континентально-циклонический (переходный от европейского умеренно континентального к сибирскому резко континентальному). Среднегодовая температура: 0,9 °C. Безморозный период составляет 110—120 дней. Зима суровая и продолжительная, минимальная зарегистрированная температура −55 °C (январь 1931 года). Средняя температура января: −17,1 °C, средняя температура июля: +18,7 °C. В конце января и феврале бывают кратковременные оттепели до +3 °C, которые приносят циклоны из северной Атлантики. Смена сезонов происходит достаточно быстро, но наблюдаются возвраты к холодам и оттепелям. Годовое количество осадков — 568 мм. Основная их часть выпадает в тёплый период года. Грозы бывают в Томске в среднем 24 раза в год, начинаются в конце апреля и заканчиваются в октябре. Грозы достаточно сильные из-за серьёзного различия температур воздушных масс из Средней Азии и Севера Западно-Сибирской равнины с Васюганскими болотами (эти болота дают охлаждающий эффект в летнее время), их основная часть выпадает на вечернее время. Средняя скорость ветра 1,6 м/с, но в марте-начале апреля часто дуют сильные ветры с порывами до 30 м/с из-за частой смены циклонов и антициклонов, сопровождающейся перепадами атмосферного давления. Господствуют ветры юго-западного и южного направлений — около 50 %. Отопительный период обычно длится с октября по май. 12 июля 2014 года в Томске был отмечен абсолютный максимум температуры за всю историю наблюдений, температура повысилась до +35,6 градуса; прежний рекорд был на 0,5 градуса ниже и отмечался за 39 лет 1 день до этого, 11 июля 1975 года (+35,1 °С). Рекорд был повторён 7 июня 2023 года. Абсолютный минимум температуры в Томске в сентябре выше, чем в Москве (-8,5 °С), несмотря на существенно большую суровость климата, что также может объясняться меньшим рядом измерений Томска.
| Показатель                    | Янв.  | Фев.  | Март  | Апр.  | Май   | Июнь | Июль | Авг. | Сен. | Окт.  | Нояб. | Дек.  | Год  |
| ----------------------------- | ----- | ----- | ----- | ----- | ----- | ---- | ---- | ---- | ---- | ----- | ----- | ----- | ---- |
| Абсолютный максимум, °C       | 3,7   | 7,5   | 17,7  | 30,1  | 34,4  | 35,6 | 35,6 | 33,8 | 31,7 | 25,1  | 11,6  | 6,5   | 35,6 |
| Средний суточный максимум, °C | −13   | −9,6  | −1,1  | 7,0   | 17,5  | 22,3 | 24,8 | 21,7 | 14,4 | 6,0   | −4,8  | −11,1 | 6,2  |
| Средняя температура, °C       | −17,1 | −14,7 | −7    | 1,3   | 10,4  | 15,9 | 18,7 | 15,7 | 9,0  | 1,7   | −8,3  | −15,1 | 0,9  |
| Средний суточный минимум, °C  | −20,9 | −18,9 | −11,9 | −3,3  | 4,7   | 10,5 | 13,7 | 11,1 | 5,1  | −1,3  | −11,4 | −18,9 | −3,5 |
| Абсолютный минимум, °C        | −55   | −51,3 | −42,4 | −31,1 | −17,5 | −3,5 | 1,5  | −1,6 | −8,1 | −29,1 | −48,3 | −50   | −55  |
| Норма осадков, мм             | 35    | 24    | 25    | 34    | 41    | 61   | 75   | 67   | 50   | 55    | 52    | 49    | 568  |
| Средняя влажность, %          | 81    | 78    | 72    | 65    | 61    | 70   | 76   | 79   | 79   | 80    | 83    | 82    | 76   |
| Средняя скорость ветра, м/с   | 1,7   | 1,7   | 1,7   | 2,0   | 1,9   | 1,4  | 1,2  | 1,2  | 1,3  | 1,6   | 1,8   | 1,8   | 1,6  |
| Источник: Климат Томска       |       |       |       |       |       |      |      |      |      |       |       |       |      |

| Солнечное сияние, часов за месяц. | Солнечное сияние, часов за месяц. | Солнечное сияние, часов за месяц. | Солнечное сияние, часов за месяц. | Солнечное сияние, часов за месяц. | Солнечное сияние, часов за месяц. | Солнечное сияние, часов за месяц. | Солнечное сияние, часов за месяц. | Солнечное сияние, часов за месяц. | Солнечное сияние, часов за месяц. | Солнечное сияние, часов за месяц. | Солнечное сияние, часов за месяц. | Солнечное сияние, часов за месяц. | Солнечное сияние, часов за месяц. |
| Месяц                             | Янв                               | Фев                               | Мар                               | Апр                               | Май                               | Июн                               | Июл                               | Авг                               | Сен                               | Окт                               | Ноя                               | Дек                               | Год                               |
| Солнечное сияние, ч               | 56                                | 105                               | 171                               | 225                               | 257                               | 315                               | 316                               | 254                               | 171                               | 87                                | 51                                | 40                                | 2048                              |
| --------------------------------- | --------------------------------- | --------------------------------- | --------------------------------- | --------------------------------- | --------------------------------- | --------------------------------- | --------------------------------- | --------------------------------- | --------------------------------- | --------------------------------- | --------------------------------- | --------------------------------- | --------------------------------- |

В среднем за год солнце светит в Томске 2048 часов (47 % возможного). Число дней без солнца за год — 92.

### Рельеф
Рельеф в городе неровный. Сам Томск расположен на юго-востоке Западно-Сибирской равнины. В Томске выделяют следующие элементы речной долины: пойму, террасы и междуречье водораздела Томь — Малая Киргизка и Томь — Ушайка.
Рекой Томью образованы:
| Формы                                                      | Ширина    | Относительная высота (над рекой) | Абсолютная высота (над уровнем моря) |
| ---------------------------------------------------------- | --------- | -------------------------------- | ------------------------------------ |
| Пойма                                                      | до 50 м   | 3—4 м                            | 73—74 м                              |
| Террасы 1-го типа (Заисточье, Заозёрье-Черемошники, Пески) | до 2200 м | 8—12 м                           | 78—82 м                              |
| Террасы 2-го типа (главпочтамт)                            | 250—500 м | 20 м                             | 90 м                                 |
| Террасы 3-го типа (Воскресенская и Лагерносадская)         | 45—500 м  | 45—50 м                          | 115—120 м                            |
| Террасы 4-го типа (Степановка и Каштак)                    | 50—300 м  | 65—70 м                          | 135—140 м                            |

Террасы расчленены оврагами и балками. В течение всего периода существования города постоянно шла вырубка лесных массивов, прокладывались дороги, разрабатывались земли под пашни. Чтобы защитить себя от наводнений, люди засыпали пойму и первую надпойменную террасу (Заозёрье). В результате всё это постепенно привело к выравниванию и сглаживанию рельефа.
Тем не менее, для города характерен перепад высот, достигающий 60—70 м.
«Расположение города в зоне резко континентального климата, пересечённый рельеф, высокое стояние грунтовых вод, рыхлые горные породы, легко поддающиеся размыву, способствуют развитию оврагов, оползней». Овраги встречаются во многих районах города.
Оползнеопасными территориями названы северный, западный и южный склоны Юрточной горы. Кроме того, Каштак и Воскресенскую гору окружают оврагоопасные территории. Оврагоопасной считается также часть территории южной площадки технико-внедренческой зоны. Все Черемошники и Татарская слобода попадают под категорию естественно подтопляемых территорий. Юрточная и Воскресенская горы на большей своей части являются техногенно подтопленными.
Наиболее подвержены овражной эрозии склоны Лагерной, Воскресенской, Юрточной и Каштачной гор. В Томске насчитывается более 60 оврагов, длина отдельных достигает 1 км. Вершины некоторых вплотную подходят к зданиям и дорогам, угрожая их разрушением.
Также актуальной для Томска является проблема оползней. Наиболее проблемным в этом вопросе районом является Лагерный сад. Оползень протягивается на 1,5 км. Причина — вырубка лесов на склонах вдоль поймы Томи во время Великой Отечественной войны на нужды промышленности (деревья шли на древесный уголь).
Процессы оползания наблюдаются по склонам гор и усиливаются при малейшем вмешательстве человека. Например, строения автобазы, построенные за зданием центральной аптеки, скатились и рухнули со склона Юрточной горы в 1970-е годы.

### Флора и фауна

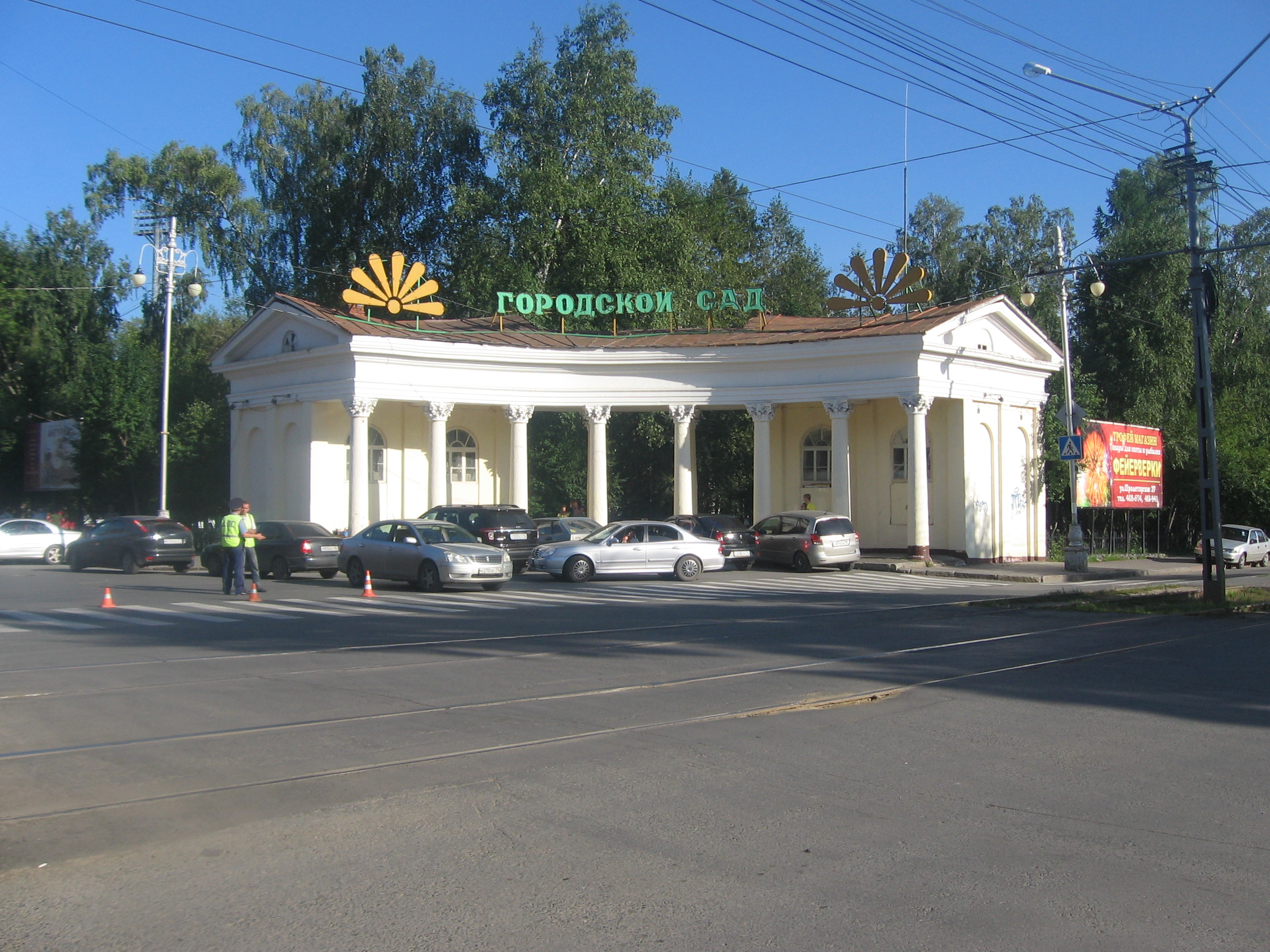
Старый вход в Городской сад. (В сентябре 2016 года, ввиду аварийного технического состояния снесён, в 2020 году воссоздан).

На территории города расположен ряд зелёных массивов (парков, скверов, рощ, садов). Большинство из них сосредоточено в части города, расположенной к югу от Ушайки: Лагерный сад, Городской сад, Сибирский ботанический сад, Университетская роща, Троицкий сквер (на площади Новособорной), Буфф-сад, Игуменский парк, парк в конце улицы Елизаровых (перед спуском на улицу Балтийскую). Также есть несколько рощ в других частях города: Михайловская роща, берёзовая роща на Каштаке, Солнечная роща в конце Иркутского тракта (северо-восток города). Отголоском неосуществлённого проекта томского бульварного кольца (1830 год) являются расположенные посередине проспекта Кирова и улицы Дальне-Ключевской, на протяжении их бо́льшей части, бульвары.
Озеленением городских улиц в основном занимается организация «Горзеленхоз», а также индивидуальный предприниматель. В 2011 году на вертикальное озеленение улиц было выделено полмиллиона рублей.
На окраине Томска, в Заварзинской лесной даче найден самый большой в мире муравейник (2,5 метра высотой х 5,1 метра в диаметре).

### Экологическое состояние

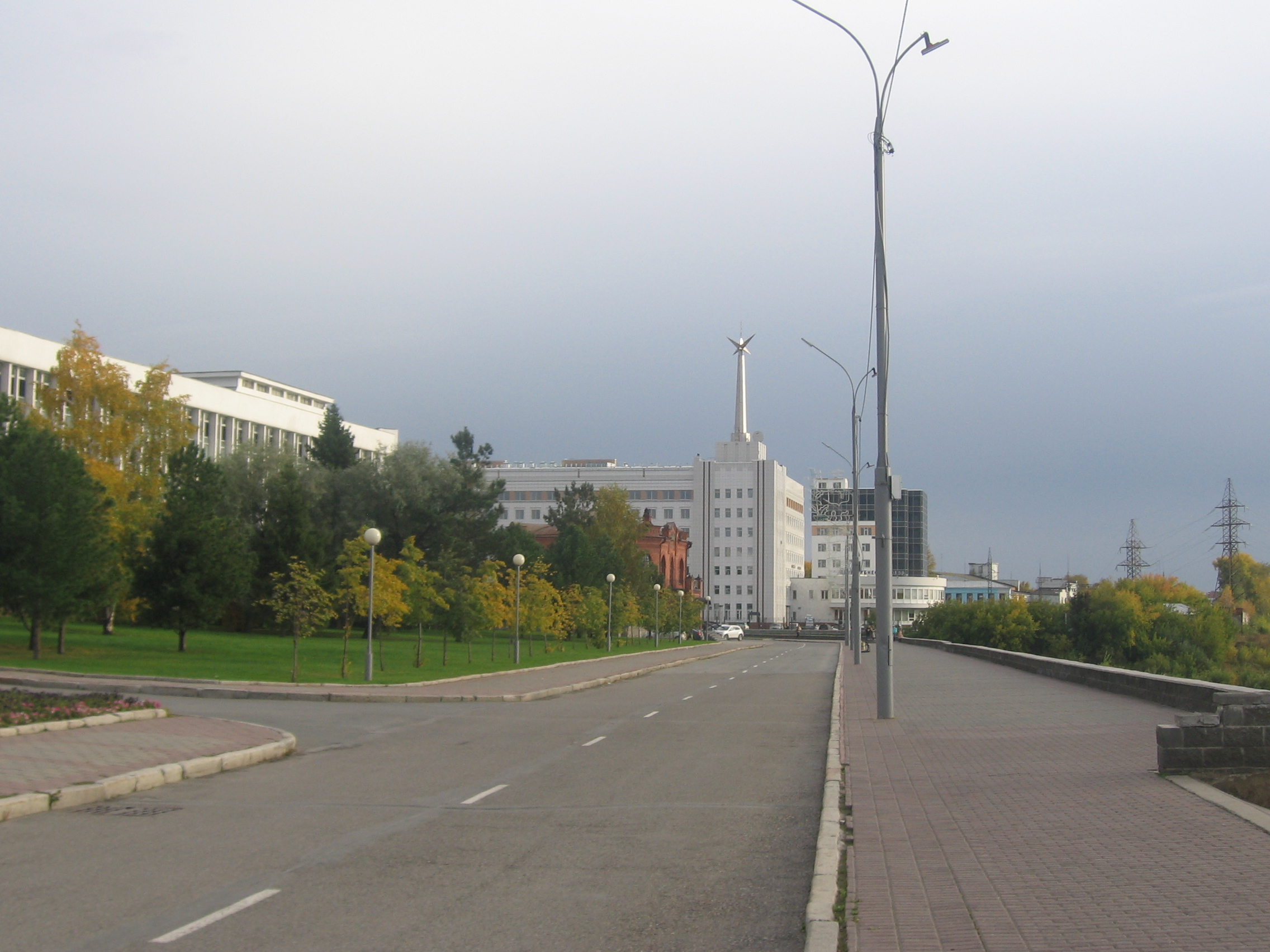
Набережная реки Томь

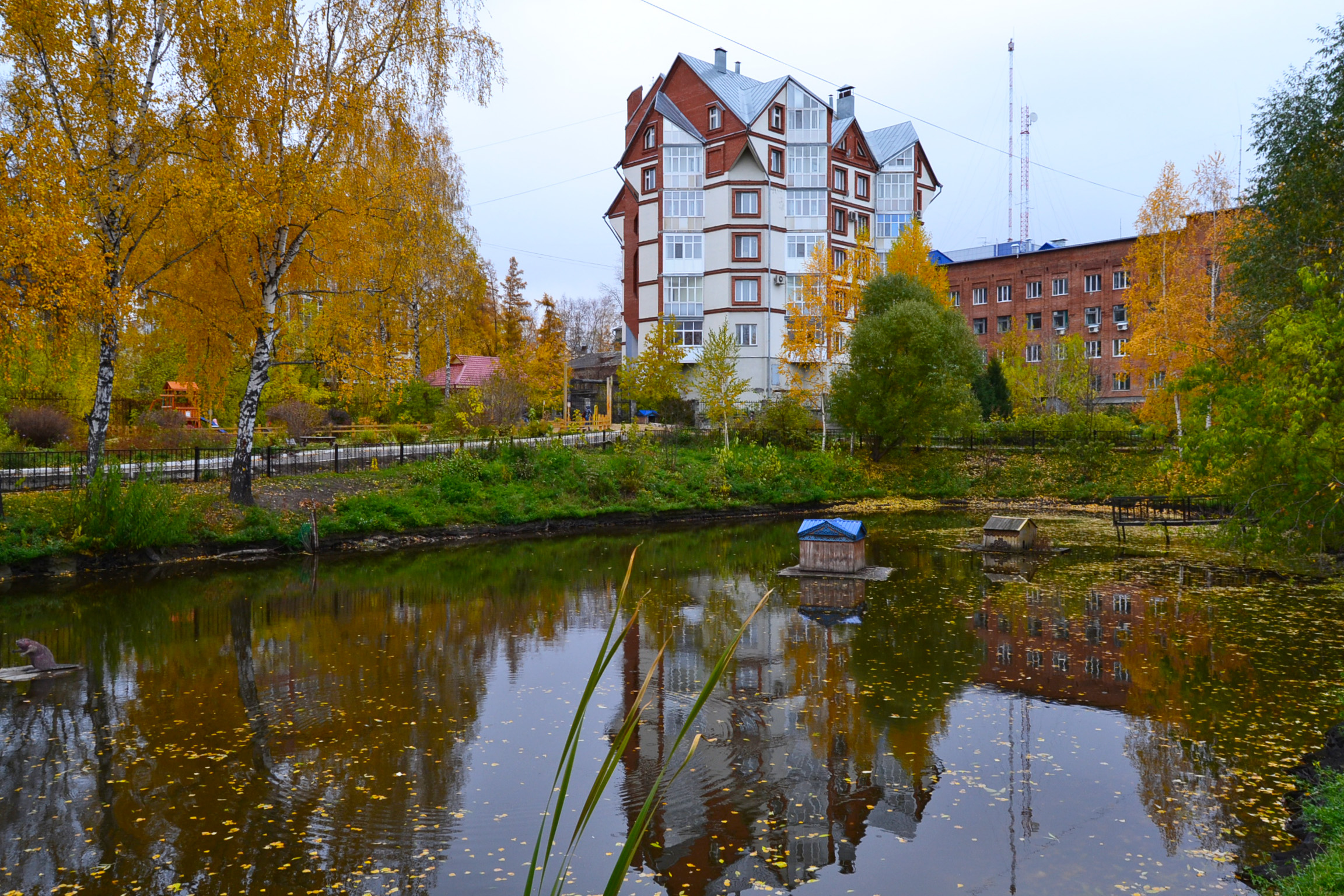
Игуменский парк

Во всех районах города есть санитарно-защитные зоны промышленных предприятий, и во многие из них попадают жилые дома. Так, в санитарно-защитные зоны попадают ряд домов Соснового Бора, Заозёрья, Каштака-III, Телецентра, Высотного, Иркутского тракта, спичфабрики «Сибирь», Сибирской улицы, проспекта Кирова, «Томского пива», улицы Нахимова.
По данным комитета по охране окружающей среды Томска и Томской области на 2007 год, атмосферный воздух загрязнён практически над всей территорией города. В большей его части, расположенной вокруг городских лесов и вдалеке от промышленных предприятий, отмечается повышенный уровень загрязнения. Основные кварталы городской застройки, в том числе центр города, Воскресенская гора, Каштак, Томск-II, Высотный, район вдоль Сибирской улицы, Нижняя Елань, Южная площадь и Степановка, страдают от высокого уровня загрязнения. Несколько районов характеризуются очень высоким уровнем загрязнения. В число таких районов попали окрестности Бердской улицы, ПАТП-2, Иркутского тракта, спичфабрики «Сибирь», ТНХК, Татарская слобода, а также обширный район, включающий Верхнюю Елань, Юрточную гору и ГРЭС-2.
Что же касается содержания в атмосфере оксида углерода, то его содержание также превышает предельно-допустимые нормы. В местах скопления автомобилей — перекрёстках — концентрация оксида превышает предельно допустимые значения в десятки раз. Наиболее грязными считаются перекрёстки улиц Белы Куна и Ивана Черных, проспекта Фрунзе и Красноармейской улицы, проспектов Ленина и Фрунзе, Иркутского тракта и улицы Суворова, Телецентра, Комсомольского проспекта и улицы Герцена, 4-й поликлиники.
Четыре промышленных предприятия — Томская ТЭЦ-3, Томская ГРЭС-2, ЗАО «Метанол» и ОАО «Томский нефтехимический завод» — давали 13,5 тыс. тонн выбросов в год, что составляло более половины всех выбросов загрязняющих веществ в Томске. Среди загрязняющих атмосферу предприятий отмечаются Томсклесдрев, Томсктеплосеть, Томск-авиа, Томь-Аппарель, спичфабрика «Сибирь», ТЗКМиИ, Горэнерго, ТЗРО; ранее, до своего закрытия, в это число входил ШПЗ.
Начиная с 2010 года в городе очищено несколько озёр и часть реки Ушайки. 
Качество воды на многих водоёмах, популярных как места купания, зачастую не соответствует санитарным нормам, за исключением Семейкина острова, прилегающего к левому берегу Томи (район Нижнего Склада).

## Население
| 1604     | 1620     | 1626     | 1646     | 1699     | 1745     | 1795     | 1801     | 1825     | 1840     | 1856     |
| -------- | -------- | -------- | -------- | -------- | -------- | -------- | -------- | -------- | -------- | -------- |
| 90       | ↗238     | ↗386     | ↗1045    | ↘918     | ↗5762    | ↘4788    | ↗7125    | ↗10 867  | ↗11 700  | ↗20 200  |
| 1858     | 1866     | 1880     | 1897     | 1901     | 1911     | 1914     | 1917     | 1920     | 1923     | 1926     |
| ↘14 071  | ↗22 753  | ↗33 800  | ↗52 221  | ↗62 633  | ↗111 417 | ↗114 700 | ↘101 129 | ↘90 961  | ↘75 438  | ↗92 274  |
| 1929     | 1931     | 1933     | 1937     | 1939     | 1946     | 1956     | 1959     | 1962     | 1967     | 1970     |
| ↗103 000 | ↘100 749 | ↗128 400 | ↗134 485 | ↗145 060 | ↗178 000 | ↗224 000 | ↗248 823 | ↗275 000 | ↗324 000 | ↗338 389 |
| 1973     | 1975     | 1979     | 1982     | 1985     | 1986     | 1987     | 1989     | 1990     | 1991     | 1992     |
| ↗374 000 | ↗398 000 | ↗420 730 | ↗449 000 | ↗484 000 | ↘474 000 | ↗489 000 | ↗501 963 | ↘476 000 | ↗506 000 | ↘505 000 |
| 1993     | 1994     | 1995     | 1996     | 1997     | 1998     | 1999     | 2000     | 2001     | 2002     | 2003     |
| ↘500 000 | ↘496 000 | ↘469 000 | ↗473 000 | ↗475 000 | ↗478 000 | ↗481 400 | ↗482 100 | ↗483 100 | ↗487 838 | ↗488 509 |
| 2004     | 2005     | 2006     | 2007     | 2008     | 2009     | 2010     | 2011     | 2012     | 2013     | 2014     |
| ↘488 299 | ↘487 400 | ↗489 900 | ↗493 000 | ↗496 500 | ↗501 784 | ↗524 669 | ↘522 900 | ↗539 205 | ↗547 989 | ↗557 179 |
| 2015     | 2016     | 2017     | 2018     | 2019     | 2020     | 2021     | 2023     | 2024     | 2025     |          |
| ↗564 910 | ↗569 293 | ↗572 740 | ↗574 002 | ↗575 352 | ↗576 624 | ↘556 478 | ↘551 505 | ↘545 391 | ↘544 566 |          |

На 1 января 2025 года по численности населения город находился на 31-м месте из 1124 городов Российской Федерации.

## Экономика
В Томске в сфере строительства, промышленности и энергетики, в добывающих отраслях действуют более 300 инновационных предприятий, из которых 200 относятся к категории инновационно активных, также в сфере IT-бизнеса занимается более 200 компаний (Sibedge, Элекард, Компания MC-Trade, группа компаний «Рубиус», «Синтез Интеллектуальных Систем», «UserStory», ООО «ИТ-Томск», «ТомскСофт», «QuantumSoft», Новинтех, Лаборатория Интервеб, ООО «Битворкс», UNIGINE Corp. и др.). В валовом региональном продукте их доля превышает 13,5 %. Ежегодно прирост стартапов и малых предприятий составляет 10-15 %. Их развитие обусловлено созданием в городе научно-образовательных комплексов на базе университетов. Также в городе находится штаб-квартира КДВ-групп, компания входит в рейтинг 200 крупнейших частных компаний России Forbes 2016.
Финансовый рынок Томска представлен федеральными банками, в числе которых Сбербанк с 42 отделениями, ВТБ с 6 отделениями, Газпромбанк с 5 отделениями и др. В городе зарегистрирован один региональный банк Томскпромстройбанк с главным отделением по адресу г. Томск, проспект Фрунзе, 90 и более 100 представительств банков других регионов.

### Промышленность
В Томске действуют предприятия различных отраслей промышленности. Во время Великой Отечественной войны в город было эвакуировано около 30 заводов, были созданы целые отрасли. К предприятиям нефтегазовой отрасли относятся «Томскнефть», «Востокгазпром», «Газпром трансгаз Томск», «Газпромнефть-Восток», «Томскнефтехим», «Томскподводтрубопроводстрой», «Томскнефтепереработка».
Фармацевтическая промышленность представлена предприятиями ФГУП НПО «Вирион», «Томскхимфарм».
В отрасли пищевой промышленности работают завод пищевых продуктов «Томский», кондитерская фабрика «Красная звезда» (закрыта в 2013 г.), «Томское пиво», дрожжевой завод (закрыт), «Томские мельницы», «Сибирская аграрная группа», несколько хлебозаводов, две птицефабрики.
Машиностроительные предприятия — НПЦ «Полюс», ПО «Контур», «Томский подшипник» (закрыт в 2010 году), «Манотомь» (манометровый завод), «Сибэлектромотор», «Томский инструмент», «Томский электротехнический завод», «Томский электромеханический завод», «Томский электроламповый завод» (закрыт в мае 2012 г., теперь «СВЕТ XXI ВЕКА»), «Томский завод электроприводов», ЭлеСи, «Микран», научно-производственное предприятие «Томская Электронная Компания».
Производством строительных материалов и строительством занимаются такие предприятия, как «Комфорт-Т», «Томский домостроительный комбинат», «Томская промышленно-строительная компания», ТДСК и др.
Производство медицинской техники — НПО «НИКОР».
Также на территории города расположены спичечная фабрика «Сибирь», «Сибкабель», «Томсккабель», «Томский завод резиновой обуви» (закрыт), «Сибирская карандашная фабрика» (закрыта в начале 2020 года).
8 ноября 2012 года «Томсккабель» подписал соглашение с томской мэрией и Агентством развития города о строительстве медеплавильного завода. Под создание нового промышленного парка будет выделено 105 га рядом с северной площадкой томской ОЭЗ.

### Энергетика
Томская энергосистема — старейшая в Сибири, её история начинается с 1 января 1896 года, когда в Томске была введена в строй первая электростанция ТЭЦ-1. В мае 1943 года началось строительство, а 28 мая 1945 года вошла в строй первая очередь ГРЭС-2, в 1982 году началось строительство ТЭЦ-3, а 29 октября 1988 года был запущен её первый котёл.
Томск потребляет больше электроэнергии, чем вырабатывает. Основной объём электрической и тепловой энергии вырабатывают ГРЭС-2 (281 МВт, 755 Гкал/час) и ТЭЦ-3 (140 МВт, 670 Гкал/час), принадлежащие ОАО «ТГК-11», а также использовалась тепловая энергия, вырабатываемая в Северске (так называемое «дальнее тепло»). ТГК-11 планирует строительство энергоблока мощностью 450 МВт на ТЭЦ-3.

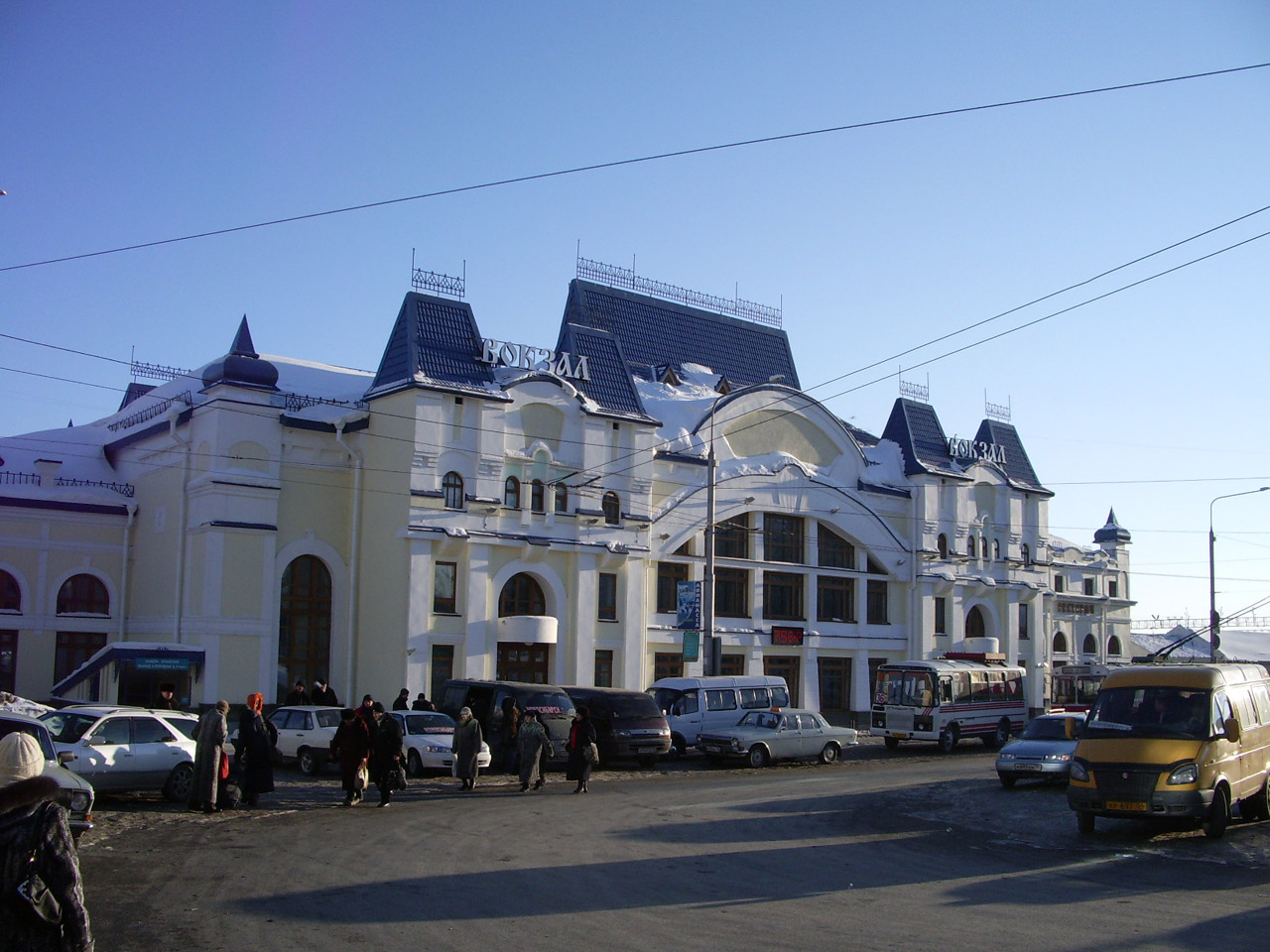
Вокзал станции Томск-I в 2006 году

### Торговля
В городе широко представлены федеральные, региональные и местные торговые сети. В их число входят: гипермаркеты «Лента», «Магнит», «Metro Cash & Carry», «INTERSPAR», «Фуд Сити», сети продовольственных магазинов «Абрикос», «Лама», «Наш гастроном», «Ярче!», «Быстроном», «Мария-Ра», «Светофор», ", «Пятёрочка», торговые сети — сети салонов сотовой связи «Евросеть», «Связной», «Билайн», «МегаФон», «МТС», «Tele2», сеть магазинов цифровой техники «DNS», сеть магазинов электроники и бытовой техники «М.видео», сеть магазинов бытовой техники и электроники «Эльдорадо», сеть гипермаркетов электроники и бытовой техники «RBT.ru», сеть магазинов бытовой техники и электроники «Корпорация „Центр“», сеть магазинов фиксированной цены «Fix Price», сеть универмагов «Разноторг», сеть спортивных магазинов «Спортмастер», сеть магазинов товаров для детей «Детский мир», сеть магазинов косметики и парфюмерии «Л’Этуаль», сеть магазинов товаров для дома «Магнит-Косметик», сети ресторанов быстрого питания «Burger King», «KFC» и «Вкусно и точка», сеть кафе общественного питания «Papa John’s», «Додо пицца», сеть ресторанов быстрого питания «Subway», сеть кафе-мороженое «33 пингвина».
В городе функционирует большое число торговых центров и комплексов. К ним относятся в том числе административно-торговый комплекс «Аврора», «Конкурент»; торгово-офисный центр «Акселератор», «Гринвич», «Первый деловой центр», «Статус»; торгово-выставочный комплекс «Томь»; торговый дом «Арбат», «Визит», «Центральный»; торговая галерея «Аркада», «Вернисаж», «Пассаж»; торгово-развлекательный центр «Изумрудный город», «Мегаполис»; торговый центр «Апельсин», «Бердский», «Big City», «Весна», «Волна», «Город», «Гостиный двор», «Гранд Холл», ГУМ, «Карповский», «Красный Экспресс», «Манеж», «МегаМаркет», «Метрополис», «МираМикс», «Оранжевое небо», «Персональ», «ПочтальON», «СмайлСity», «ЦУМ» и целый ряд других.
В конце января 2013 года был озвучен план, предусматривающий строительство торгово-офисного комплекса в районе пересечения проспекта Ленина и улицы Нахимова (напротив Лагерного сада). Комплекс займёт площадь 2 га; его строительство будет осуществлено совместными усилиями владельцев участков на данной территории.
Оборот розничной торговли в Томске составил в 2010 году 82,5 млрд руб., что на 2,4 % больше, чем в 2009. Основной прирост произошёл за счёт группы непродовольственных товаров — их продажа возросла на 7,4 % за аналогичный период. При этом объём торговли в области пищевой продукции сократился на 2,7 %, а объём бытовых услуг — на 3,6 %.
В городе действуют различные ярмарки (многие — традиционно, из года в год), на которых выставляется продукция, в том числе других городов и сёл Томской области. Работает фирменный магазин «Дубрава», реализующий продукцию мясной отрасли (ЗАО «Дубровское», Кожевниковский район).

## Транспорт
Городской общественный транспорт
Городские и пригородные пассажирские перевозки (последние — с автовокзала «Томск») выполняются автобусами типа ПАЗ (914 штук в 2009 году). Всего в Томске около 36 автобусных маршрутов, перевозчики — частные предприниматели, «дочки» ОАО «Томскавтотранс», унитарное муниципальное предприятие «Трамвайно-троллейбусное управление».
Из видов общественного транспорта также имеются троллейбус (с 1967 года — 8 маршрутов, 82 единицы транспорта, протяжённость маршрутной сети 93,4 км; на 2025 год — 6 маршрутов), трамвай (с 1949 года — 4 маршрута, 43 вагона, протяжённость маршрутной сети 45,7 км) и такси (около 70 небольших фирм в 2005 году). Стоимость проезда на автобусных внутригородских маршрутах с 13 мая 2025 года составляет 33 рубля (для пенсионеров — 29 рублей); стоимость проезда на трамвайном и троллейбусном транспорте — 31 рубль (для пенсионеров — 25 рублей); действует скидка 1 рубль на всех видах транспорта при безналичной оплате.
Со времён постройки Транссиба Томск лишился транзитных грузопотоков и стал локальным транспортным узлом на пути в собственную область (кроме Александровского района, к которому круглогодичный доступ наземным транспортом из Томска невозможен и осуществляется через соседнюю Тюменскую область и Ханты-Мансийский автономный округ). Количество транзитного транспорта невелико.
Автомобильный транспорт
Междугородное и пригородное автобусное сообщение осуществляется с автовокзала Томска (проспект Кирова, 68).
Воздушный транспорт
Первый полёт самолёта в Томске состоялся в 1911 году. Регулярные полёты в Томск начались в середине 1930-х годов, самолёты летали в Новосибирск, Колпашево, Каргасок. В послевоенные годы городской аэропорт находился на Каштаке, 6 ноября 1967 года был открыт аэропорт Богашёво, в 14 км к юго-востоку от Томска. Аэропорт имеет одну асфальтобетонную взлётно-посадочную полосу (ВПП) длиной 2,5 км и может принимать воздушные суда взлётной массой до 290 тонн. Совершаются регулярные рейсы в Москву, Барнаул, Абакан, Красноярск, Нижневартовск, Стрежевой, Сургут. Также, совершаются сезонные рейсы в Анапу, Новосибирск, Санкт-Петербург, Симферополь, Сочи. С 2013 года осуществляются международные рейсы. По состоянию на начало 2016 года, осуществляются международные рейсы в Краби и Пхукет.
К юго-западу от Томска находится аэродром Головино, принадлежащий Министерству обороны РФ, с двумя грунтовыми ВПП. Головино — аэропорт базирования НОУ «Томский аэроклуб ДОСААФ».
Железнодорожный транспорт

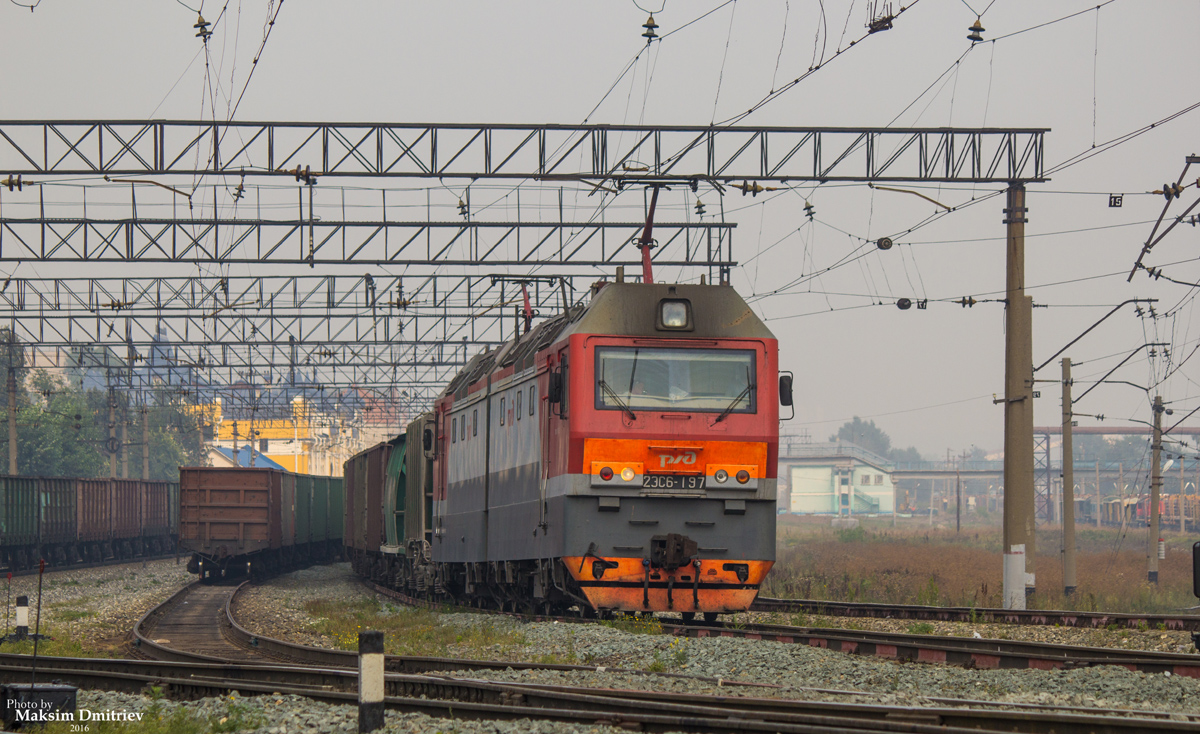
Грузовой поезд, ведомый магистральным электровозом 2ЭС6 на станции Томск I

Томск — железнодорожный узел на однопутной ветви Тайга — Белый Яр (Томская железнодорожная ветвь), соединяющей Томск с Транссибирской магистралью. В городе расположены железнодорожные станции: Томск I, Томск II, Томск-Грузовой, Предтеченск и остановочные пункты 68 км, 76 км, 85 км, Томск-Северный.
Построенный к 1896 году участок Транссиба прошёл в обход крупнейшего на то время в Сибири города, к Томску была проложена тупиковая ветвь протяжённостью около 95 км с конечной станцией Черемошники возле пароходной пристани (подробнее см.: Строительство Транссибирской магистрали в обход Томска), регулярное движение по нему было открыто в 1898 году. В конце XIX века появилась идея построить ещё одну железную дорогу до Енисейска, однако лишь в 1939 году заключённые построили первый её участок до Асино, а позже строительство линии на Енисейск перестало быть актуальным.
До 1961 года существовала Томская железная дорога. В настоящее время Томская железнодорожная ветвь относится к Западно-Сибирской железной дороге — филиалу ОАО «Российские железные дороги».
В настоящее время пассажирские поезда из Томска ходят в Анапу, Асино, Риддер, Белый Яр, Москву (фирменный поезд «Томич»), Новокузнецк, Тайгу.
Водный транспорт
Речные перевозки в основном осуществляются «Томской судоходной компанией». Пассажирские рейсы отправлялись от речного вокзала Томска. Строительство современного здания вокзала осуществлено в 1978—1984 годах, в здании разместились зал ожидания на 250 человек, комната матери и ребёнка, гостиница, ресторан на 250 мест. Пропускная способность вокзала составляла 500 человек в сутки. В навигацию 1984 года вокзал обеспечил перевозку 1 400 000 пассажиров. В 1997 году услугами речного транспорта воспользовалось лишь 64 000 пассажиров. В настоящее время бо́льшая часть здания занята арендаторами и предприятиями «Томской судоходной компании», по прямому назначению (для пассажиров) не используется.
В 2000-е годы наметилась тенденция к увеличению пассажирооборота.
В 2022 году пассажирская навигация в Томском порту прекращена полностью.
Для перевозки использовались теплоходы типа «Заря», «Москва». В летнее время действовали рейсы до Семейкиного острова, Нижнего склада и др. Ранее на дальних перевозках использовались также суда типа «Ракета», «Метеор». Речные суда также используются для организации загородных прогулок, отдыха на воде и перевозки грузов в период навигации по Оби и её притокам.
Автомобильные дороги и инфраструктура

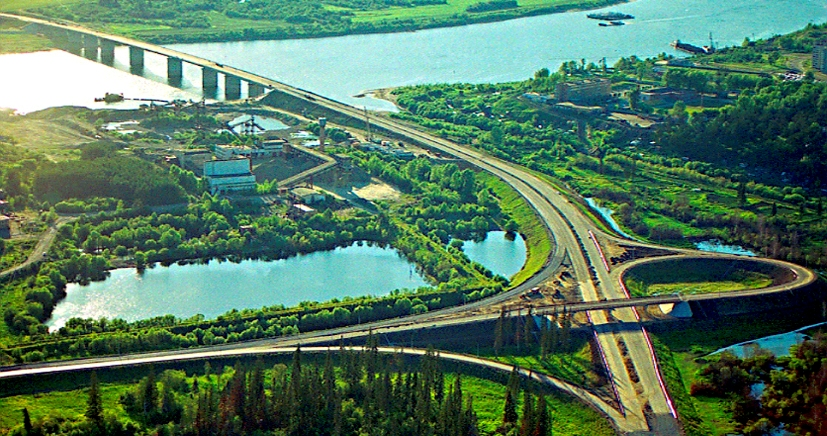
Новый мост и развязка — примыкание улицы Мостовой, июнь 2004 года

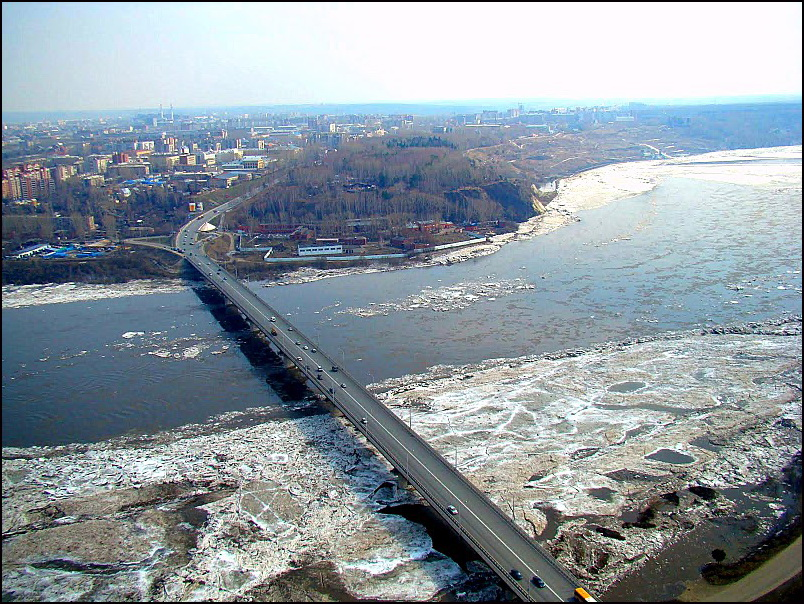
Коммунальный мост через р. Томь, 29 апреля 2010 года

Внешняя автодорожная инфраструктура представлена множеством автомобильных дорог, которые на подходах к городу смыкаются, разделяются и образуют множество выходов из города, поэтому группировать их удобно по направлениям:
Запад:
- Ответвление федеральной автомобильной дороги Р255 (ранее М53) «Сибирь». Идёт от Коммунального моста не на запад, а на юг вдоль западного левого берега Томи и соединяется с основной дорогой Р255 у Юрги, где и можно повернуть на запад, но также и на юго-восток, к городам Кузбасса. В основном дорога повторяет направление исторического Московско-Сибирского тракта.
- Автодорога Р398 «Шегарский тракт» идёт до с. Мельниково. После моста поворачивает на север и под тем же номером идёт до Колпашево, далее начинается Северная широтная магистраль Пермь — Нижневартовск — Томск (строится); ответвления ведут в Чаинский, Бакчарский, Кожевниковский районы Томской области (в пределах доступности). Через Кожевниково возможен выезд на Колыванское шоссе (альтернативный путь в Новосибирск).

Север:
- Автодорога Томск-Северск «Чекистский тракт» со всеми производными дорогами не выходит за пределы окрестностей Северска и северной части Томского района.

Восток:
- Автодорога Р400 «Иркутский тракт». Соединяется с Р255 в Мариинске, ответвления ведут в Асиновский, Первомайский, Зырянский и Тегульдетский районы Томской области.
- Автодорога Томск — Мирный. После Мирного поворачивает на юг и идёт до Басандайки. Между администрациями Томской и Кемеровской областей согласован проект по строительству (продолжению) дороги до города Тайга[179][180][181].

Юг:
- Автодорога Томск — Аэропорт «Богашёвский тракт» (не выходит за пределы Томского района);
- Автодорога Томск — Ярское «Коларовский тракт» (не выходит за пределы Томского района).

В городе имеется два моста через Томь: Коммунальный (южный) и Северский (северный). Кроме существующих мостов, представленный в начале 2007 года проект генерального плана города предполагал в будущем строительство ещё одного моста в продолжении переулка Дербышевского. Позднее проектировщики генплана отказались от идеи постройки нового моста по Дербышевскому, по скорректированному проекту генплана Томска предполагается соединить улицы 79-й Гвардейской Дивизии и Бердскую, с перспективой строительства нового моста через Томь в створе последней. Кроме мостов через Томь, имеется порядка 20 мостов через Ушайку, несколько мостов через Большую и Малую Киргизки, Басандайку, Кисловку, озеро Керепеть.
16 июня 2011 года было подписано соглашение между мэрией города и компанией «Сибмост» о строительстве третьего моста через Томь в районе «Томских мельниц». На строительство нового моста будет потрачено от 4 до 6 миллиардов рублей. Как ожидается, он станет одним из звеньев в формирующемся т. н. «малом транспортном кольце» Томска.
В сентябре 2012 года была открыта новая двухуровневая транспортная развязка взамен старой кольцевой на перекрёстке улицы Пушкина и Комсомольского проспекта. Строительство, которое обошлось в 3 млрд руб., длилось чуть более года. Также рядом с объектом были возведены надземные переходы (таких в городе насчитывается всего несколько, но почти все они не эксплуатируются). В 2012 г. предполагалось в будущем построить ещё более 10 таких переходов.
Заправочные станции (количество станций)
- Сеть АЗС «Газпром нефть» (20)
- Сеть АЗС «Лукойл» (1)
- Сеть АЗК «Роснефть» (15)
- Сеть АЗС «Elke Auto» (12)
- Остальные АЗС (23)
- Сеть АГНКС «Газпром» (4)
- Различные АГЗС (8)

### Связь
Стационарная связь
В Томске 6-значные номера. Код города — 3822. Основным оператором стационарной телефонной связи Томска по «классической» медной паре является ПАО «Ростелеком». Также услуги телефонной связи по SIP-технологии оказывают: группа компаний «Томлайн», «ТТК-Западная Сибирь», АО «Авантел», ЗАО «Неотелеком», АО «ЭР-Телеком Холдинг» и некоторые другие.
Мобильная связь
Операторами мобильной связи в Томске являются: «МТС», «Билайн», «МегаФон», «Tele2», «Yota» (MVNO-оператор на сети «МегаФон»). Услуги 3G-связи оказывают «Билайн», «Мегафон», «МТС», «Tele2». В ноябре 2012 года в Томске была запущена сеть 4G («Мегафон», Yota).
Интернет
Первый «интернет-сеанс» имел место 19 августа 1991 года, в первый день «путча ГКЧП». Ведущими интернет-провайдерами Томска являются АО «ЭР-Телеком Холдинг» (собственная торговая марка «Дом.ru», приобретённые «ТОМТЕЛ» и «Новые Телесистемы»), «Неотелеком», ПАО «Ростелеком», «Зелёная Точка», «Томика», ГК «Tomline» и др. Локальные (то есть действующие только в определённых районах или частях города) провайдеры — ООО «Файбернет», «ЛазоНет», «TomGate» и ряд других. Томский филиал ПАО «Ростелеком» (сервис «Интернет по телефонной линии», прежнее название «WebStream») предоставляет также ADSL-доступ жителям районов малоэтажной застройки и труднодоступных районов. Услуги доступа к «внешним» сетям (за пределы Томской области) через VPN предоставляла ГК «TOMLINE» (vneshka.net), «ZZZing» (до 1 августа 2016 г.).

## Образование, наука, инновации

### Образование

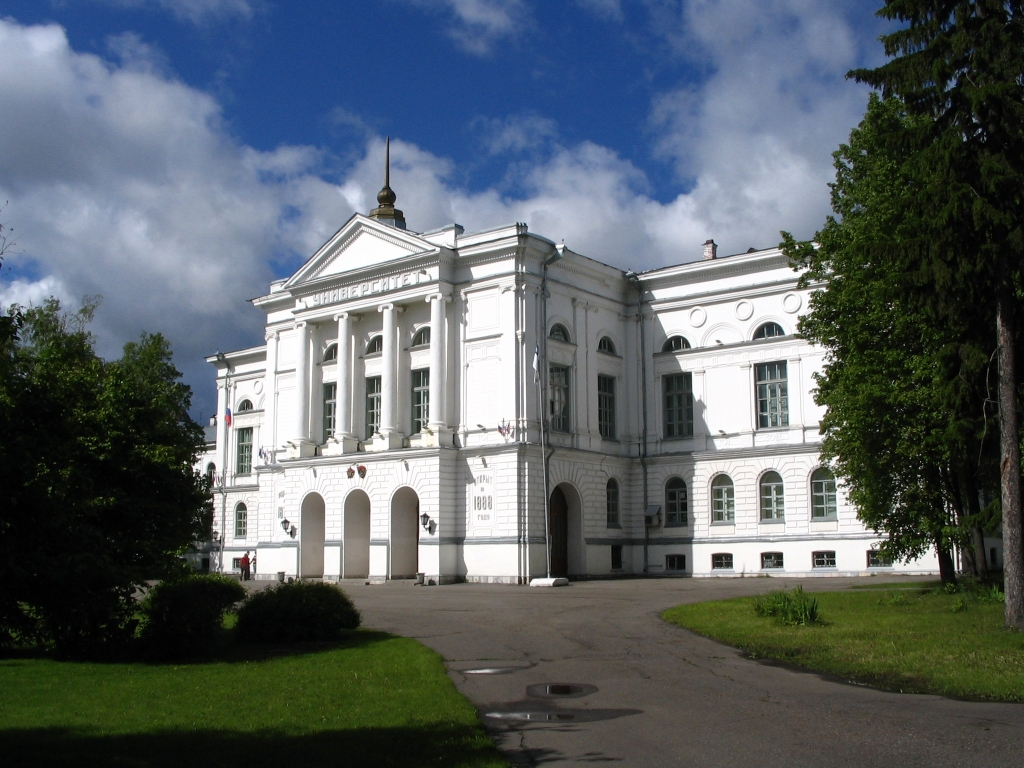
Томский государственный университет

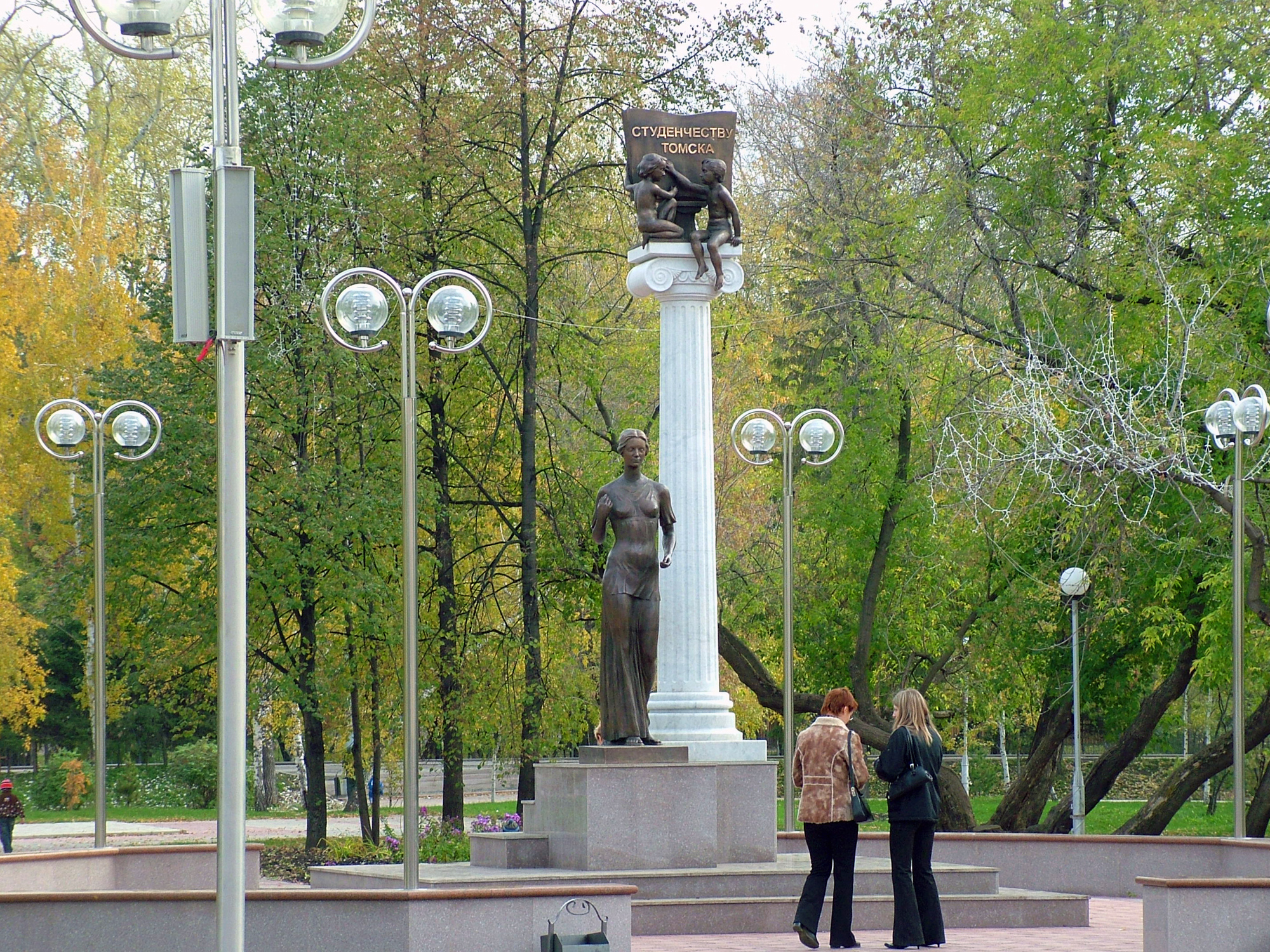
Памятник «Студенчеству Томска» на Новособорной площади

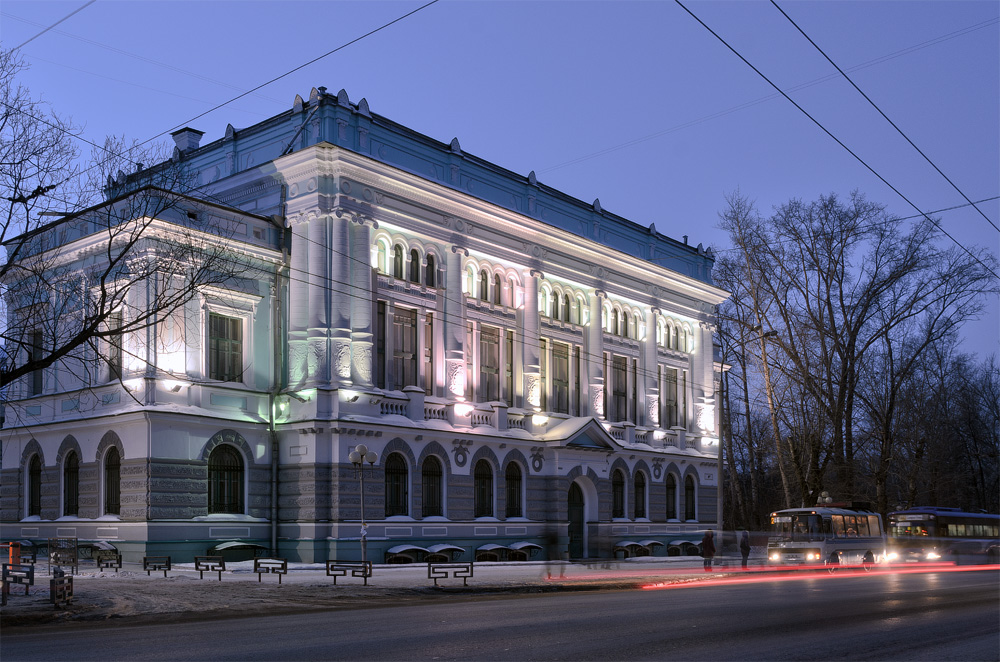
Научная библиотека Томского государственного университета, крупнейшая университетская библиотека Сибири. Старое здание.

Первая гимназия — губернская мужская — была открыта 10 декабря 1838 года, 1 июля 1913 года открылась вторая мужская гимназия. Первая женская гимназия — Мариинская — была открыта 1 сентября 1863 года.
Широко распространённое неофициальное название города «Сибирские Афины» появилось в конце XIX века после открытия здесь первого в Сибири университета: Императорский Томский университет был основан в 1878 году и открыт в 1888 году. В 1896 году было основано (открыто в 1900 году) первое в Сибири высшее техническое учебное заведение — Технологический институт (сейчас Томский политехнический университет).
В 2013 году в Томске имелось 6 государственных и 2 негосударственных вуза.
Государственные вузы города:
- Национальный исследовательский Томский государственный университет;
- Национальный исследовательский Томский политехнический университет;
- Сибирский государственный медицинский университет;
- Томский государственный университет систем управления и радиоэлектроники.
- Томский государственный педагогический университет;
- Томский государственный архитектурно-строительный университет;

Частные вузы:
- Томский экономико-юридический институт;
- Томский институт бизнеса.

До марта 1999 года в городе действовало Томское высшее военное командное училище связи (ранее — Томское артиллерийское училище).
До 2010 года в Томске действовал Томский военно-медицинский институт.
Кроме того, в Томске действуют 14 филиалов и представительств иногородних образовательных учреждений, предоставляющих высшее образование.

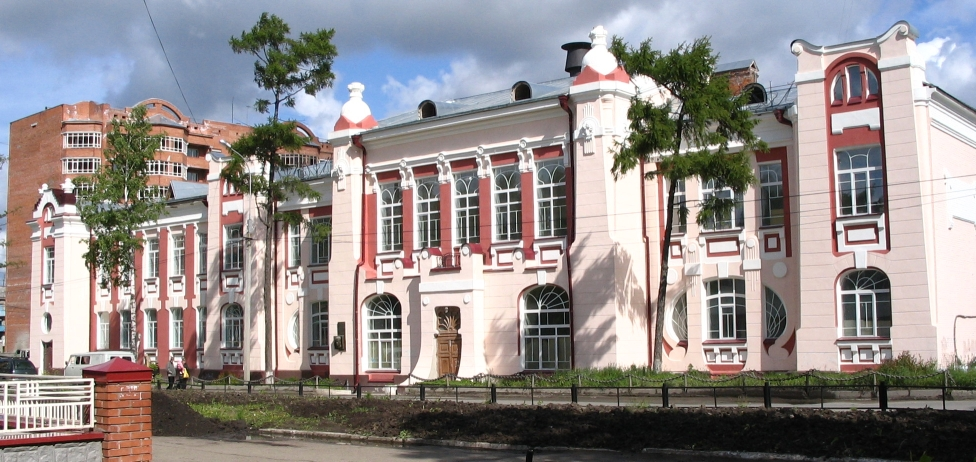
Главный корпус Томского государственного педагогического университета (пересечение улиц Киевской и Герцена)

Филиалы: Новосибирского государственного аграрного университета (Томский сельскохозяйственный институт), Новосибирской государственной академии водного транспорта, Сибирской академии государственной службы, Кузбасского института ФСИН России, Российского государственного университета инновационных технологий и предпринимательства, Российской академии правосудия, Российского государственного социального университета, Современной гуманитарной академии, Восточного института экономики, гуманитарных наук, управления и права.
Представительства: Кемеровского государственного университета культуры и искусств, Красноярского торгово-экономического института, Московской финансово-юридической академии, курс Екатеринбургского государственного театрального института.
По данным на 2010 год, в рейтинг Топ-20 выборки российских вузов вошли ТГУ и ТПУ (на 5-6 и 13 местах соответственно), в рейтинг по категории «Национальные исследовательские университеты» (всего 28 вузов) — ТГУ и ТПУ (на 2 и 8 местах) и в рейтинге по категории «Педагогические, гуманитарные и лингвистические вузы» (всего 71 вуз) — ТГПУ (2 место). Томские вузы имеют соглашения о сотрудничестве с рядом зарубежных университетов и институтов.
Число студентов вузов в 2005 году составляло 86,1 тыс. человек, студентов средних профессиональных учебных заведений — 14,6 тыс. чел., то есть студенты составляют 1/5 населения города. Развивается дистанционное образование, увеличивается число иностранных студентов. В вузах города в 2005 году работало 882 доктора и 2727 кандидатов наук. По такому показателю, как количество студентов на 10 тысяч населения, Томск уступает только Москве и Санкт-Петербургу.
В Томске 19 средних профессиональных учебных заведений (из них 3 негосударственных): техникумы (политехнический, торгово-экономический, железнодорожного транспорта, коммунально-строительный, приборостроительный, геодезии и картографии, автомобильно-дорожный, лесотехнический, сельскохозяйственный), колледжи (экономико-промышленный, базовый медицинский, медико-фармацевтический, педагогический, промышленно-гуманитарный, промышленный, культуры и искусства), музыкальное училище им. Эдисона Денисова, православная духовная семинария.
В городе по состоянию на 2009 год имелось 82 общеобразовательных учреждения (из них 76 муниципальных), 4 детских дома, 22 муниципальных учреждения дополнительного образования, 16 государственных учреждений начального профессионального образования, 98 дошкольных учреждений.

### Наука

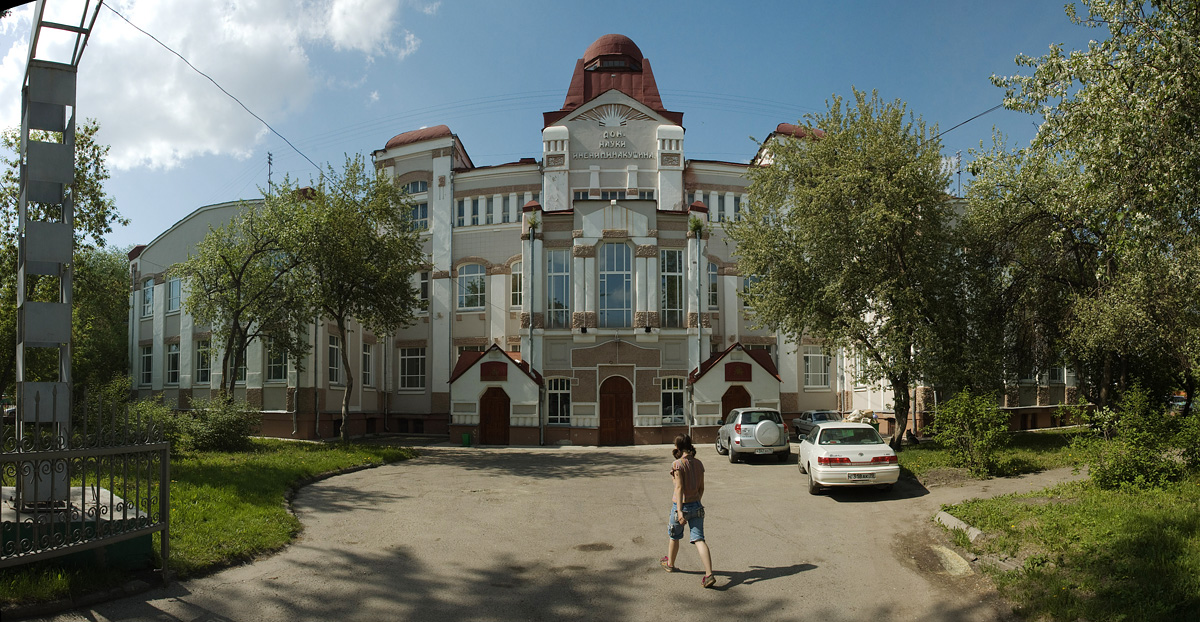
Томский дом науки

Томск — важный научный центр, во многом благодаря образовательному комплексу, поставляющему кадры. В городе существует большое количество наукоёмких бизнесов, развита ИТ-индустрия.
НИИ при вузах: Сибирский физико-технический институт, НИИ прикладной математики и механики ТГУ, НИИ биологии и биофизики — при ТГУ; НИИ ядерной физики, НИИ высоких напряжений, НИИ электронной интроскопии — при ТПУ; НИИ автоматики и электромеханики, НИИ радиотехнических систем при ТУСУР, НИИ строительных материалов при ТГАСУ; всего 12 НИИ.
В 1952 году на базе филиала Московского ВНИИКП был открыт кабельный НИИ — НИКИ г. Томск, который является единственным за Уралом научно-техническим центром кабельной отрасли.
В Томский научный центр СО РАН входят 9 научно-исследовательских институтов, в том числе оптики атмосферы, химии нефти, сильноточной электроники, физики прочности и материаловедения, мониторинга климатических и экологических систем. В составе Томского научного центра СО РАМН — 6 НИИ: кардиологии, онкологии, фармакологии, генетики, психического здоровья, акушерства, гинекологии и перинатологии. Кроме того, есть отдельные НИИ микрохирургии, НИИ курортологии и физиотерапии и НИИ вакцин и сывороток.
По данным на конец 2000-х — начало 2010-х гг., в Томске работает около 3500 докторов и кандидатов наук. В общей сложности, в томских вузах ведётся подготовка по 79 направлениям и 219 научным специальностям. По данным на 2010 год, Томская область вошла в число лидеров среди регионов России (наряду с Москвой, Санкт-Петербургом и Татарстаном) по числу заявок и выигранных конкурсов, проводимых Министерством образования и науки РФ.
В городе осуществляют свою деятельность Институт развития образовательных систем Российской академии образования и Сибирский научно-исследовательский институт сельского хозяйства и торфа Сибирского отделения Российской академии сельскохозяйственных наук.
В 2010 г. ТГУ получил статус Национального исследовательского университета. Первым томским вузом, получившим статус национального исследовательского университета, стал Томский политехнический университет (в 2009 году).
В Томске в своё время был открыт первый в СССР технопарк и первый в России студенческий бизнес-инкубатор.
Томск входит в топ-500 самых инновационных городов мира, по данным ежегодного Глобального рейтинга инновационных городов мира Innovation Cities (2017).

### Томская ОЭЗ

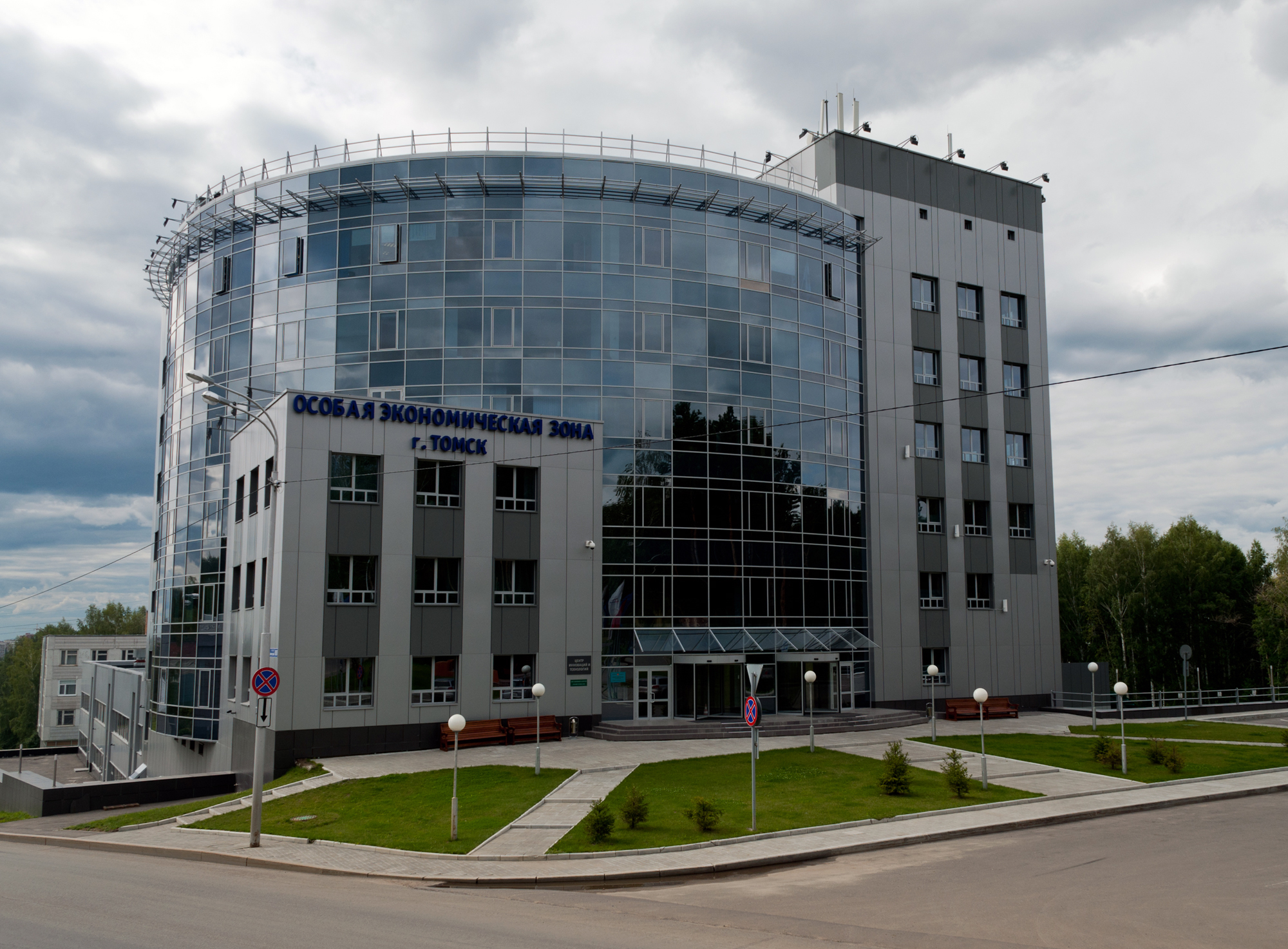
Центр инноваций и технологий

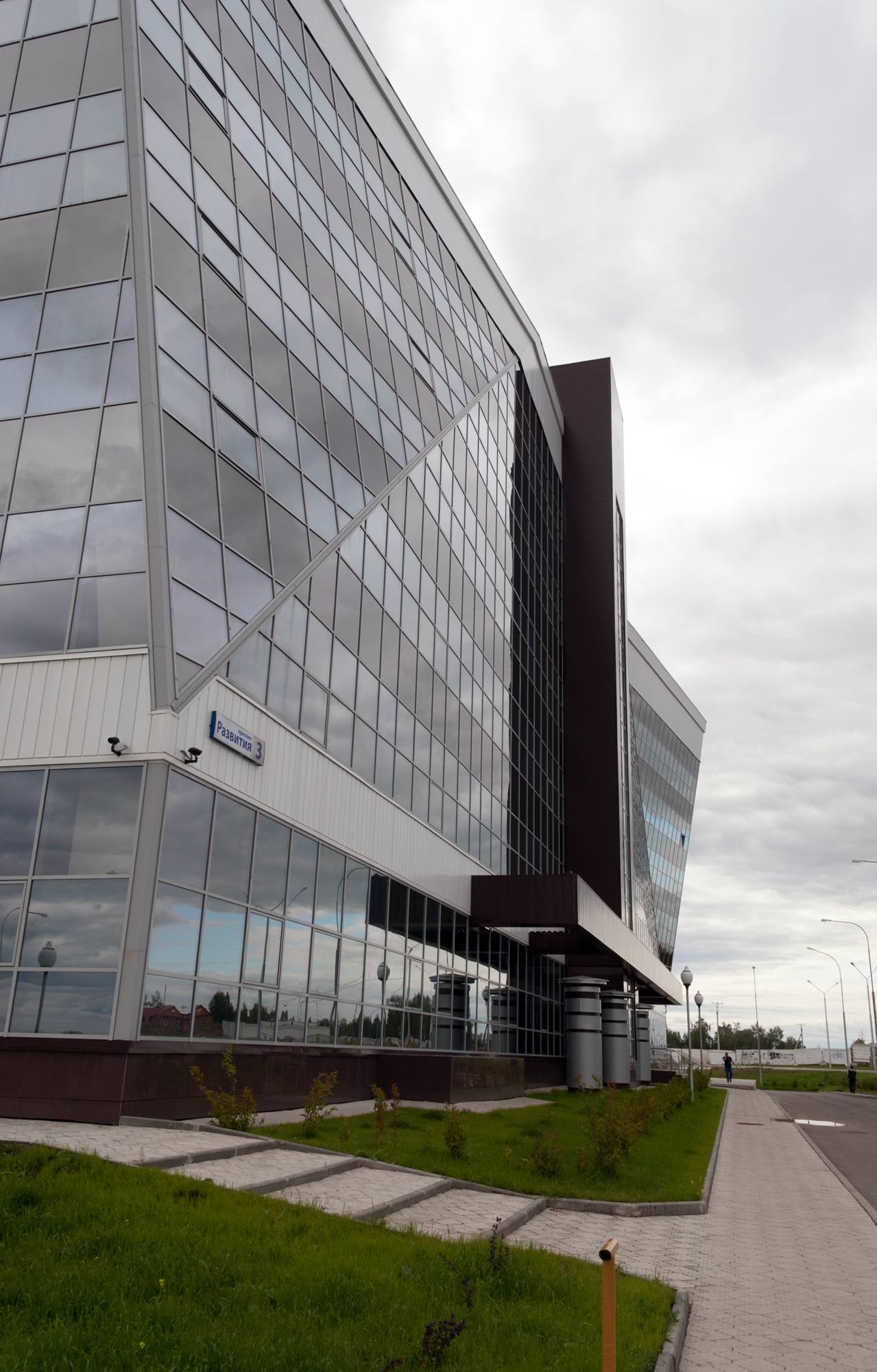
Инженерный центр

Томская особая экономическая зона была создана в декабре 2005 года согласно Постановлению Правительства Российской Федерации. Приоритетными являются следующие направления деятельности ОЭЗ: новые материалы и нанотехнологии; промышленная электроника и приборостроение; исследования в области биотехнологий.
В июле 2011 года резиденты ОЭЗ размещаются на двух площадках — северной и южной. На территории южной площадки построен Центр инноваций и технологий (2008 г.), Инженерный центр (2010), газопровод и газовая котельная (2011), Научно-внедренческий центр (2013). Строятся также сети телекоммуникаций, водоснабжения, электроснабжения.
На стадии строительства находятся экспоцентр и инжиниринговый центр. Также проектируются объекты коммунально-бытового назначения, дороги, внеплощадные сети водозабора от водозабора в посёлке Заварзино, пожарное депо, контрольно-пропускные пункты и местная трансформаторная подстанция. Таможенный пост на северной площадке построен ещё в ноябре 2010 года.
Территориально южная площадка относится к Академгородку (на востоке Томска), северная площадка располагается в северной промышленной зоне Томска (неподалёку от «Томскнефтехима»). Их суммарная площадь составляет 207 га (192,4 и 14,6 соответственно).
На конец 2016 года резидентами Томской ОЭЗ числятся 70 компаний.
Один из резидентов ОЭЗ, ООО «МЦЛС», заявил в июне 2011 года о своих планах по строительству до конца года международного центра разработки лекарственных средств. Ввод центра может обойтись в 300 млн руб.
Как стало известно ранее, в марте 2011 года, руководство Томской области намерено построить ещё и Региональную экономическую зону.
В 2011 году, на XIV Томском инновационном форуме INNOVUS (проходившем в Томске 26—27 мая) резидентами ОЭЗ были показаны созданные ими разработки в области 3D-вещания и цифровых технологий. Проекту была обещана поддержка со стороны руководителя Администрации Президента Сергея Нарышкина. О разработках 3D-вещания резидентами Томской ОЭЗ сообщалось и чуть ранее.
1 декабря 2011 года в Томской ОЭЗ открылся первый на территории России завод по производству базовых станций 4G.
Также среди целей резидентов Томской ОЭЗ создание препаратов для лечения эпилепсии и алкогольной зависимости, нового программного обеспечения, аутовакцин для лечения онкологических заболеваний, высокотехнологичной промышленной продукции для автоматизации управленческих процессов в компаниях среднего и крупного бизнеса, а также органах власти и управления, производство энергосберегающих технологий. Кроме того, резиденты производят эндопротезы, системы технического зрения, ранозаживляющие повязки, портативные метеорологические комплексы, системы управления воздушным движением, смеси и СВЧ-установки для ремонта асфальтобетонных покрытий, системы технологической радиосвязи, новые марки полипропилена и полиэтилена, системы охранно-пожарной и технологической сигнализации.

## Культура

### Кинотеатры

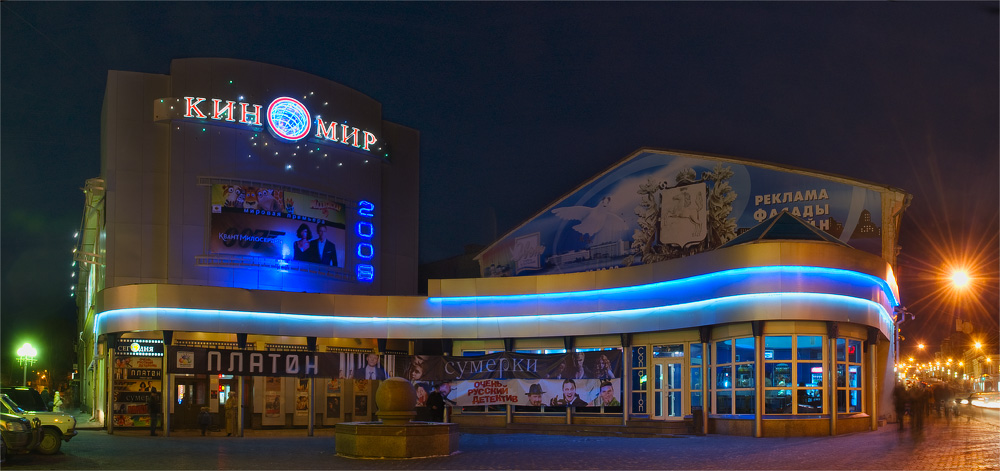
Кинотеатр «Киномир»

В городе есть несколько кинотеатров, а также развлекательных центров, имеющих в числе прочего кинозалы: «Киномакс» (бывший кинотеатр «Родина»), «Киномир» (переехал в развлекательный центр «Октябрь») (бывший кинотеатр им. Горького), зрелищный центр «Аэлита» (бывший кинотеатр «Пионер», ещё ранее — «Юный зритель»), культурно-досуговый центр «Fакел», развлекательный центр «Шарики», торгово-развлекательный центр «Мегаполис» с кинотеатром «Кинополис», кинотеатр «Goodwin Cinema» в ТРЦ «Изумрудный Город». В настоящее время закрыты ранее существовавшие кинотеатры «Сибиряк» (снесён в 2014 году), кинотеатр «Сибирские огни» (ранее — кинотеатр повторного фильма имени Ивана Черных, ещё ранее — кинотеатр «Темп») переоборудован в магазин по продаже дверей.
Ранее в Томске были летние кинотеатры, в которых фильмы показывали под открытом небом. Один из таких кинотеатров располагался на берегу Белого озера (там, где сейчас установлен памятник Н. Рукавишникову), второй был в Городском саду, третий — на Басандайке, в районе улицы Пригородной, в 2000-е годы действовал кинозал под открытым небом на улице Бердской, на парковке торгово-развлекательного центра «Мегаполис».
Также в советское время действовало множество кинозалов в домах культуры и клубах.

### Театры и концертные площадки
В городе имеются три драматических театра («Версия», областной и камерный), театр юного зрителя, куклы и актёра театр «Скоморох» и театр живых кукол «2+Ку». Также работают театр-студия «Осколки» и студенческий театр «Ковчег». Кроме того, имеются большой, камерный и органный концертные залы филармонии, концертные залы при учебных заведениях, дворцы и дома культуры, клубы, два дома учёных (городской и Академгородка), кинотеатры, дворец зрелищ и спорта, ночные клубы, летние концертные площадки в Городском саду, на Белом озере, нижней террасе Лагерного сада, на Сенной Курье и другие заведения, пригодные для показа спектаклей и концертов.

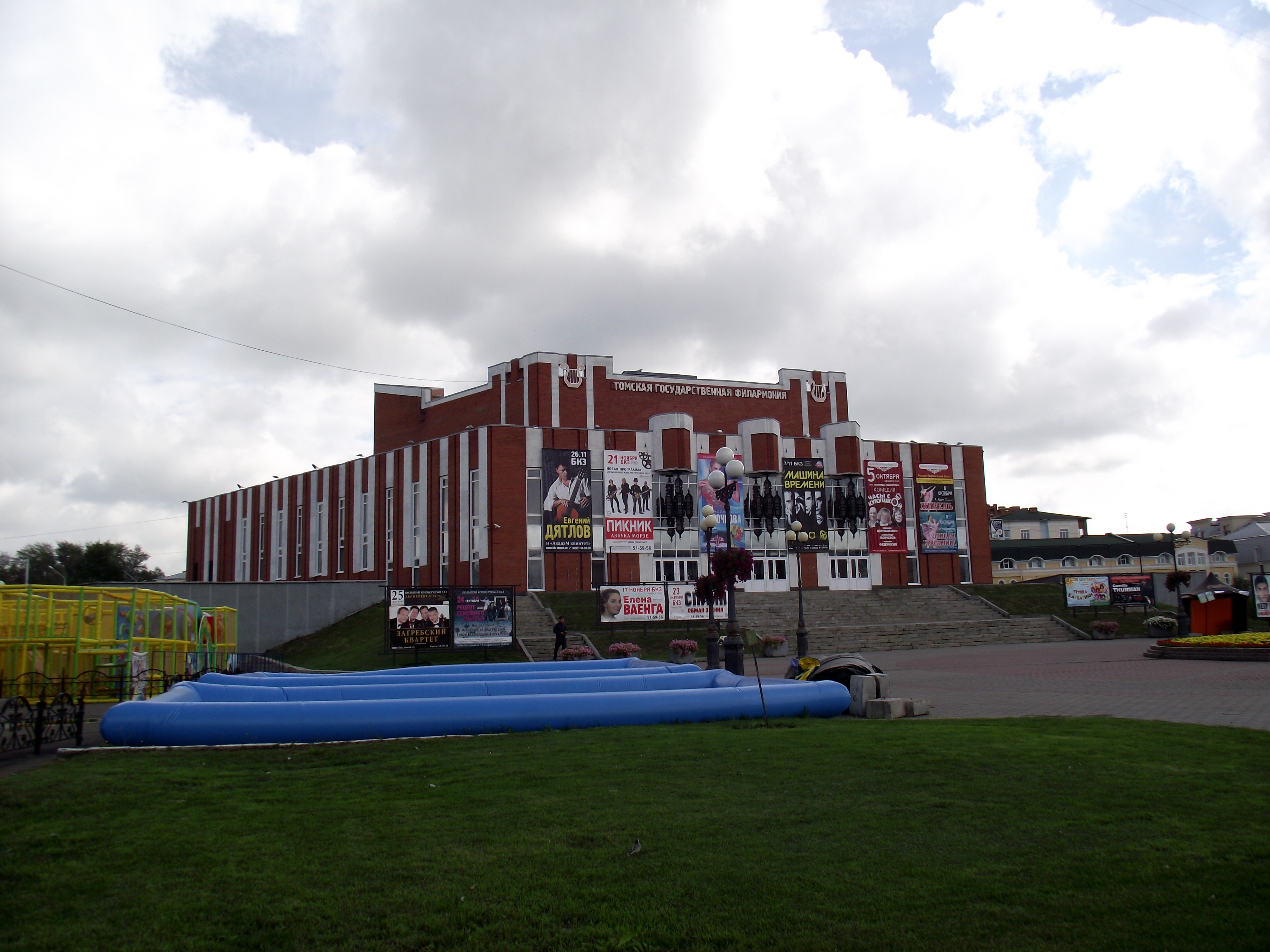
Большой концертный зал

В Томске сформированы также симфонический оркестр, хоровая капелла и хор юношей; имеются центры немецкой, польской, татарской культуры.
На рубеже XIX и XX веков в Томске существовал Королёвский театр, известный самым кровавым терактом в истории города — 20 октября (2 ноября) 1905 года театр подожгли черносотенцы, погибло по разным данным 54-55 человек.
На 2018 год в Томске насчитывается 8 театров для взрослых и детей.

### Музеи

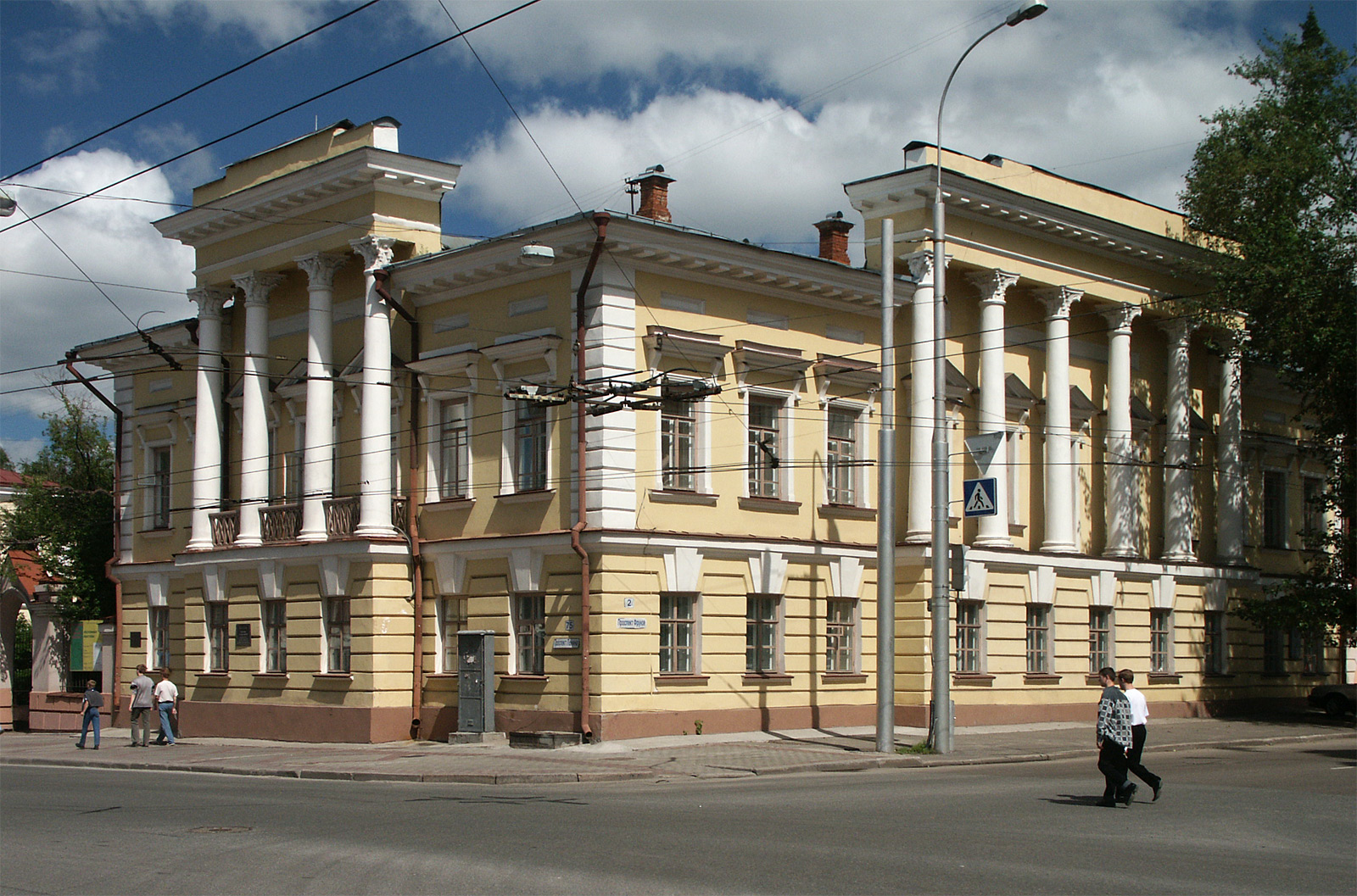
Краеведческий музей (пересечение проспектов Ленина и Фрунзе)

В Томске действуют краеведческий и художественный музеи, художественные галереи, выставочные залы, Томский музей деревянного зодчества, Музей истории Томска, мемориальный музей «Следственная тюрьма НКВД», музеи при вузах (в частности, в ТГУ: истории ТГУ, археологии и этнографии, гербария, книги, минерало-, палеонто-, зоологический; музей истории ТПУ, истории ТГАСУ, истории ТУСУРа), Первый музей славянской мифологии, ботанический сад; музеи при школах, планетарий. Также в Томске, непосредственно в Тимирязевском, существует «Томский музей леса» — старейший музей леса в России; музей торфа при ТГПУ и множество других.
Крупнейшие музеи — Томский областной краеведческий музей, Томский областной художественный музей.

### Памятники
В Томске очень большое количество памятников, некоторые достаточно удивительны и неординарны. Один из них — это расположенный на улице Шевченко «Памятник Счастью» скульптора Леонтия Усова. Если приложить монету, то он заговорит какой-нибудь фразой из мультфильма «Жил-был пёс». Памятник Чехову на Набережной Томи (перед зданием ресторана «Славянский базар») является визитной карточкой Томска. Существует примета, что для того, чтобы сбылось желание, нужно потереть у статуи нос; это делают как туристы, так и студенты перед экзаменами. Усовым создана скульптура Дерево Добра в Кулагинском сквере и многие другие.
Ряд оригинальных памятников создан томским скульптором Олегом Кислицким: Памятник электрику у здания Горэлектросетей, Памятник капусте у роддома № 1, Памятник тапочкам у входа в гостиницу «Томск» и поблизости самый маленький в мире Памятник лягушке-путешественнице (4,4 см), Памятник любовнику на здания музея истории Томска.
Наибольшее количество памятников сосредоточено в Советском и Кировском районе, но в южной части Ленинского района можно обнаружить до 10 памятников. Исторические же памятники Томска находятся в южной части Октябрьского района на Воскресенской горе.

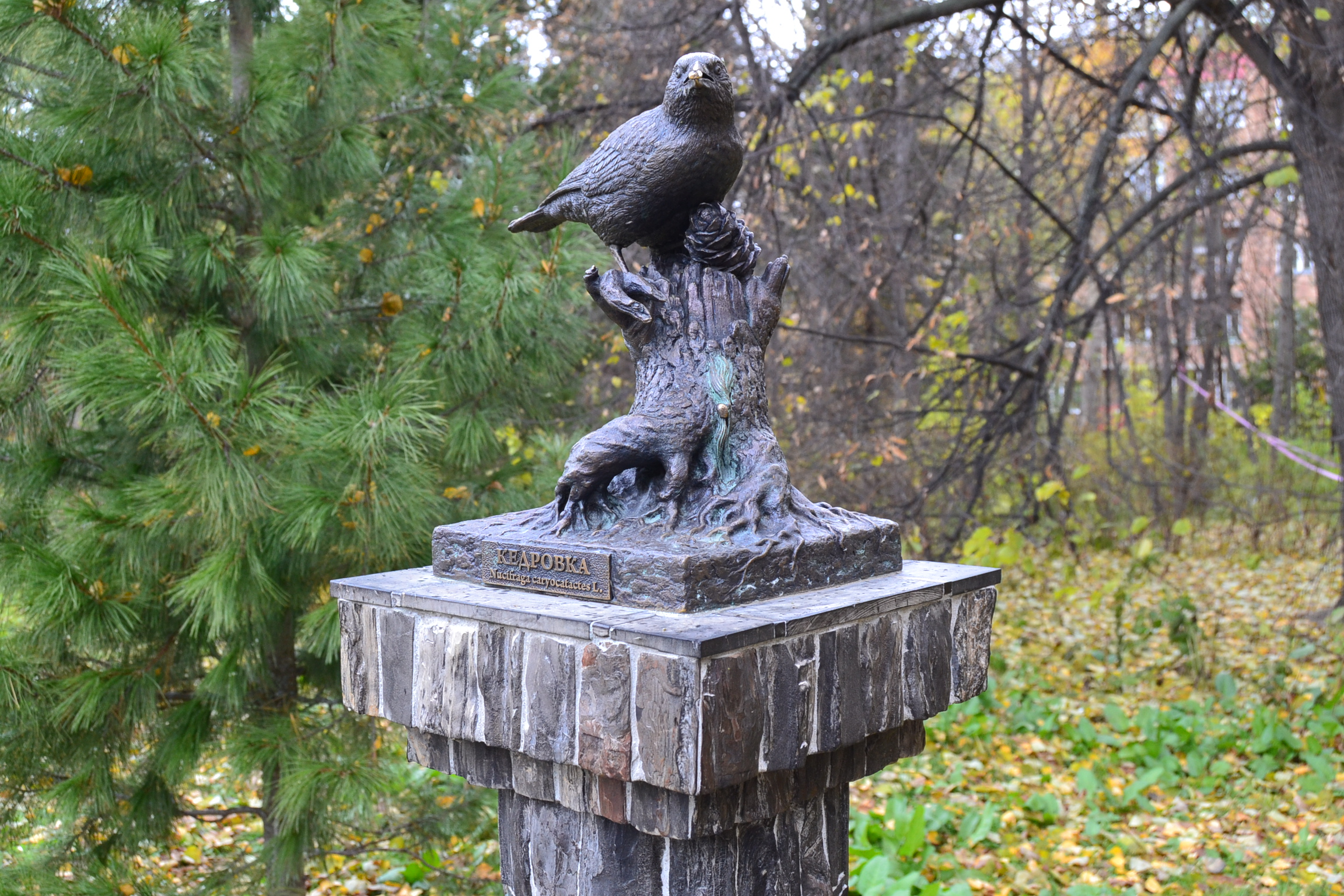
Памятник Кедровке
Памятник Счастью
Памятник рублю на Новособорной площади (перенесён в Томскую крепость на Воскресенской горе)
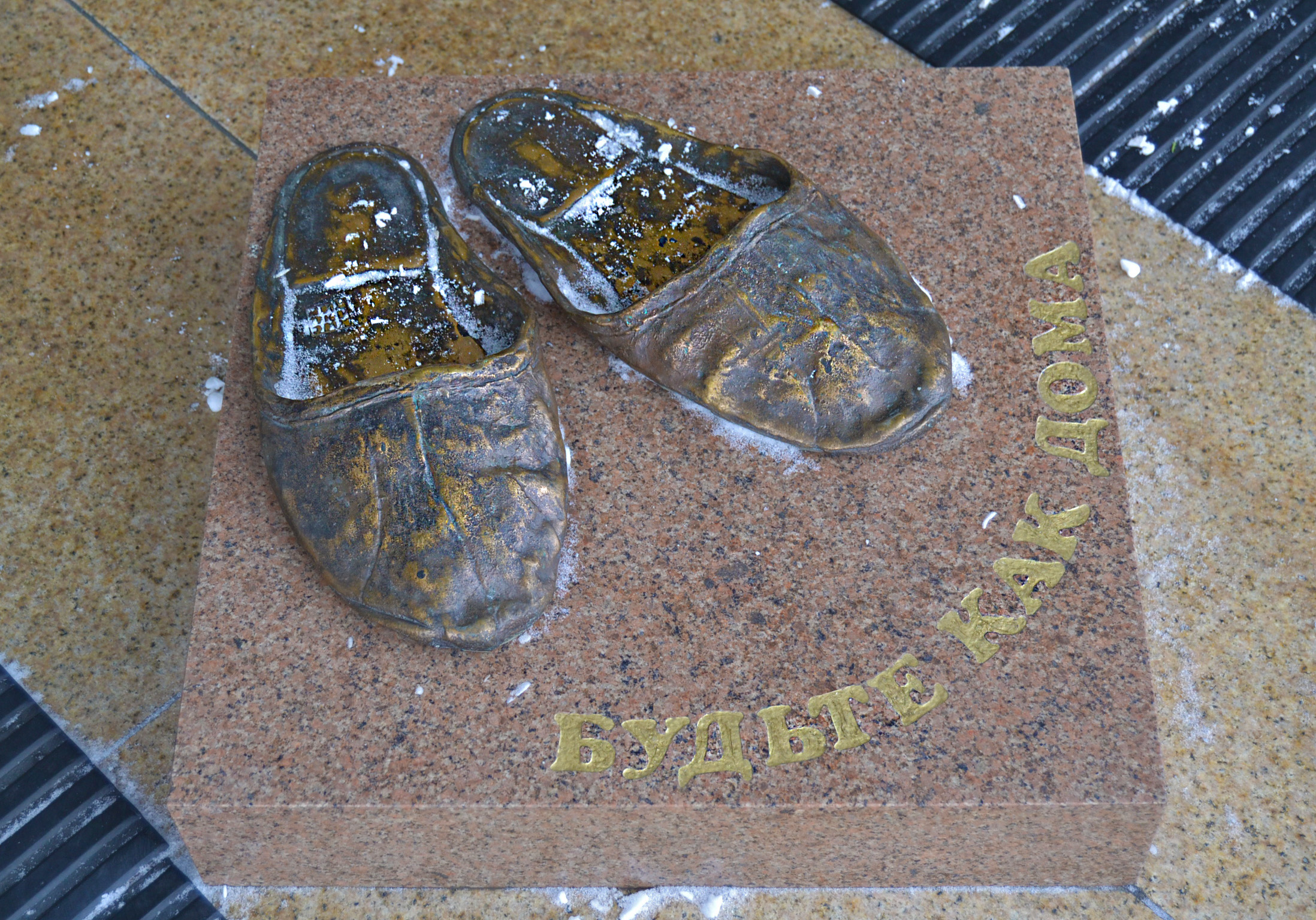
Памятник тапочкам

### Архитектура и достопримечательности

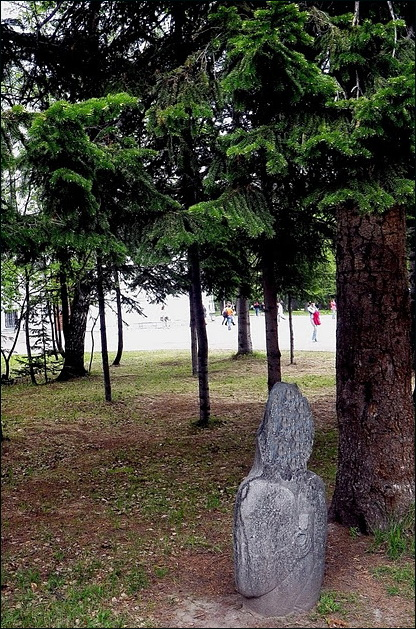
Балбал. IV—VIII в. у главного корпуса ТГУ

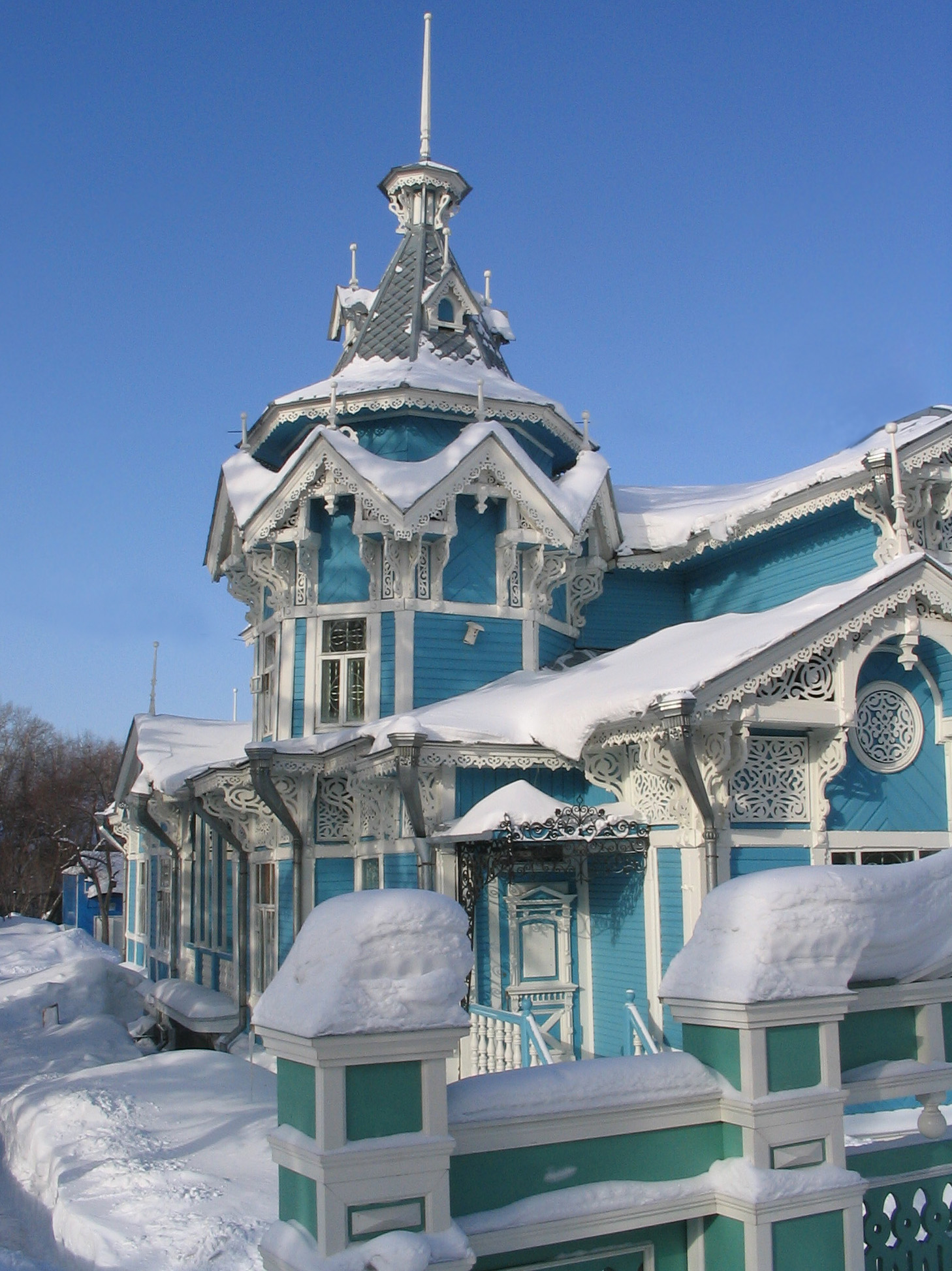
Русско-немецкий дом

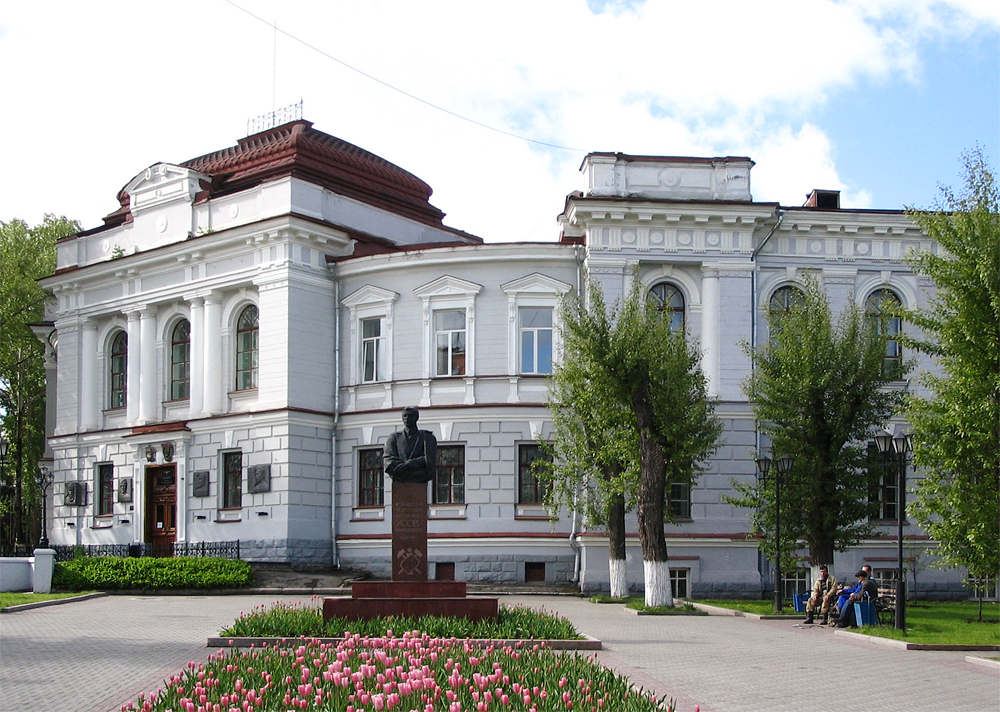
1-й (геологический) корпус ТПУ (на пр. Кирова). Перед корпусом: памятник геологу, академику М. Усову.

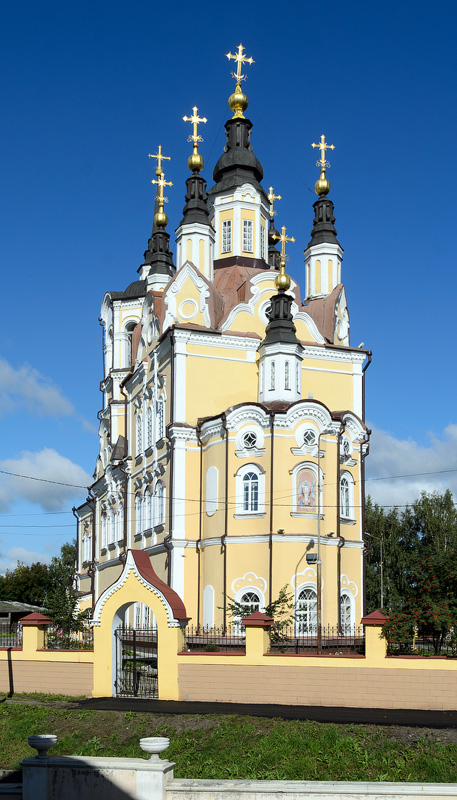
Воскресенская церковь (выполнена в стиле сибирского барокко)

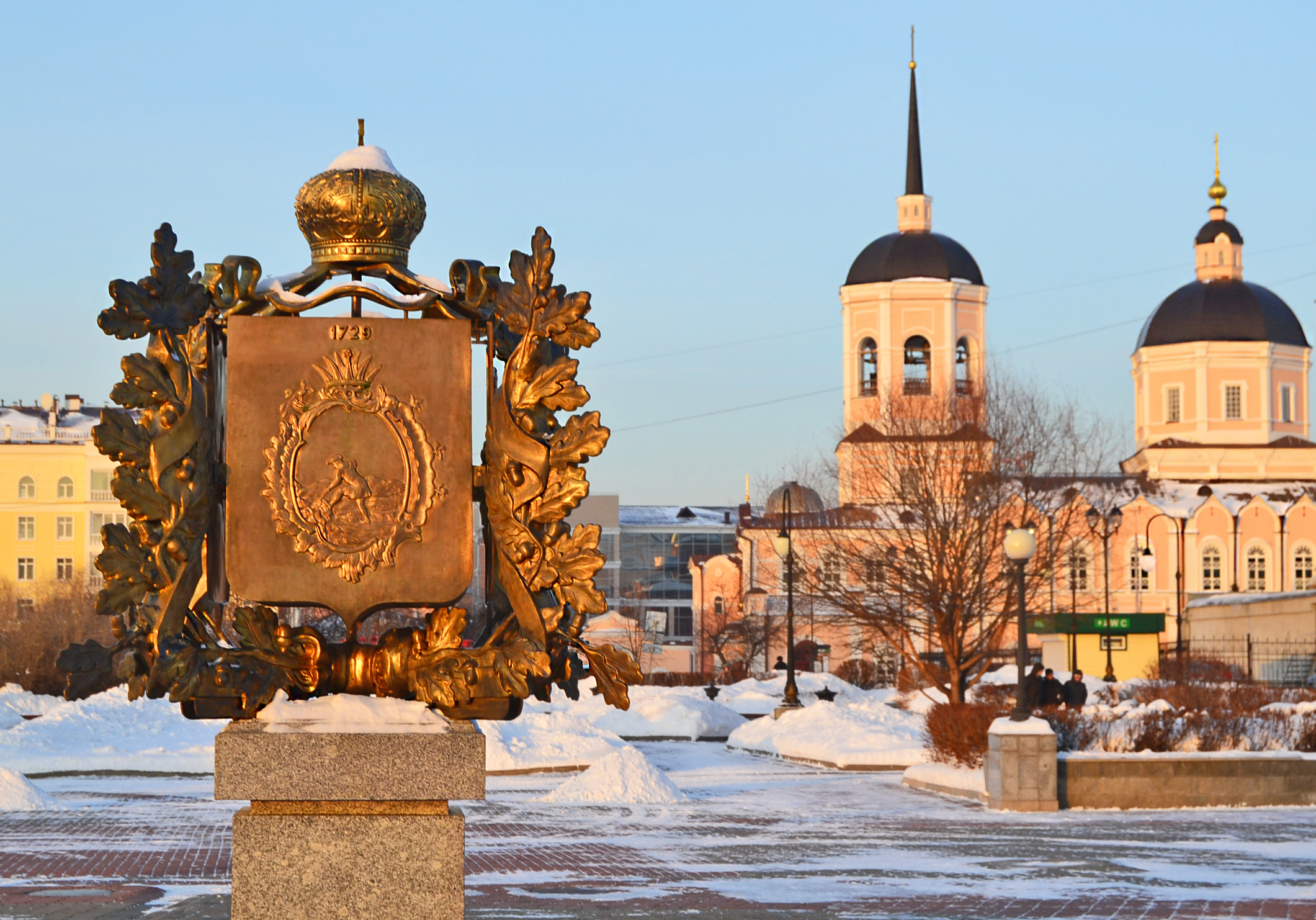
Памятник гербу Томска, на заднем плане Богоявленский собор

В Томске сохранились здания XVIII—XIX веков постройки.
Среди наиболее распространённых архитектурных стилей Томска можно выделить русское зодчество и модерн (в дереве), сибирское барокко, классицизм и модерн (в камне). Томский деревянный модерн включён журналом «Форбс» в список «Шесть достопримечательностей России, которые скоро исчезнут». Так, в частности, в стиле сибирского барокко построена Воскресенская церковь (на Воскресенской горе), в стиле классицизма — здание главного корпуса ТГУ.
Среди примечательных построек: здание Окружного суда (1904), здание Научной библиотеки ТГУ (1914), Дом науки имени П. И. Макушина (1912), «Красный корпус» ТГАСУ (1904), Биржевой корпус (1854), здание городского ломбарда (1912), Дом коменданта Т. Т. де Вильнёва (конец XVIII века), Дом губернатора (1852), Дом с шатром (1902), Дом с драконами (1917), ансамбль домов купца Л. Д. Желябо (1895) и т. д.
Главный корпус СФТИ (Сибирского физико-технического института), расположенный напротив здания СГМУ, с одной стороны, и Новособорной площади, с другой, — ещё один памятник томской архитектуры, входит в число памятников федерального значения. Построен как здание присутственных мест в 1803 году.
Кроме архитектурных памятников, в Томске и его окрестностях находится много интересных достопримечательностей, связанных с историей, культурой и природой края.
К достопримечательностям Томска относится и Университетская роща, в которой или рядом с которой находится ряд учебных корпусов ТГУ и СГМУ, а также НИИ. Она была заложена в 1885 году, во время строительства главного корпуса ТГУ (тогда — Императорского Томского университета). На территории рощи высажены деревья как хвойных пород: ель, пихта, сосна, так и других: черёмуха, бузина, калина. Позже здесь были высажены деревья, завезённые из Европы, Северной Америки и с Дальнего Востока: вяз гладкий, дуб черешчатый, липа мелколистная, ирга ольхолистная и другие. Сразу после входа через главные ворота в роще есть открытое пространство, в котором есть газоны, клумбы, дорожки и тропинки. Центральная аллея ведёт к главному корпусу ТГУ. В роще установлены «каменные бабы», созданные в первом тысячелетии нашей эры в горах и степях Алтае-Саянской горной области и Казахстана и доставленные в Томск первыми научными экспедициями Томского университета более ста лет назад. От проспекта Ленина роща отгорожена каменным забором, вдоль которого посажен ряд деревьев, образующих бульвар.
Ещё одним памятником архитектуры является главный корпус ТПУ. Построен в 1896—1900 годах. Богатая декоративная обработка присуща как внутреннему, так и внешнему оформлению; выполнена в стиле эклектики. Постройкой здания руководили Ф. Ф. Гут и А. Д. Крячков.
Также стоит отметить Дом науки П. Макушина (на углу Соляной площади). Здание построено в 1911—1912 годах по проекту архитектора Крячкова. Строительство осуществлялось в основном на деньги известного томского мецената и просветителя Петра Макушина. Великолепным памятником архитектуры является Томский Дом офицеров, построенный в 1898—1900 годах архитектором Лыгиным.
Достопримечательностью является каменный мост через Ушайку, расположенный в центре города. Недалеко, на площади Ленина, расположен т. н. Биржевой корпус (1852—1854 гг.). Здесь собирались купцы, велась торговля, находились торговые склады. В настоящее время здесь находится филиал Российской академии правосудия.

### Томск в мире
Томск дал своё название персонажу масс-культуры, космическому объекту, атомной подлодке, а также целому ряду городских топонимов:
- В честь города назван один из астероидов — (4931) Томск.
- Именем Томск назван персонаж британского мультсериала «Уомблы» (The Wombles).
- В честь города названа атомная подводная лодка К-150 «Томск» — российский атомный подводный ракетоносный крейсер проекта 949А «Антей», входящий в состав Тихоокеанского флота.
- В ряде городов России, Белоруссии, Украины и Казахстана есть улица Томская.

### Культурное влияние Томска
В Томске Михаил Андреев сочинил песню «тополиный пух, жара, июль» группы «Иванушки International». Этим же поэтом была написана песня «Трамвай Пятёрочка», в которой оригинальное название томского района «Черемошники» было заменено на тривиальное «Черёмушки», чтобы подходить к любому городу.
Писатель А. Волков, автор книг об Изумрудном городе, учился в Томске в Учительском институте. Этот факт активно эксплуатируется в качестве основы для туристической легенды о том, что Изумрудный город в своей книге «Волшебник Изумрудного города», автор списал с Томска, так как город поразил его деревянной архитектурой и обилием зелёных насаждений, несмотря на то, книга является пересказом сказки американского писателя и название города взято оттуда же.

### Мероприятия
С 2008 года каждый август проводится международный фестиваль народных ремёсел «Праздник топора» в первом за Уралом сельском парке «Околица». Этот праздник призван возродить интерес к сибирскому народному искусству, к деревянному зодчеству и творчеству народных мастеров. Проходят соревнования для международных команд в различных номинациях (парковая скульптура, резчики по дереву, малые архитектурные формы). В 2020 году фестиваль не проводился из-за пандемии коронавируса.
15 июня 2014 года в городе прошёл XIV Федеральный Сабантуй.
11 июня 2018 года в городе прошёл I Томский международный марафон «Ярче».
9 июня 2019 года в городе прошёл II Томский международный марафон «Ярче».

## Средства массовой информации
В Томске получили широкое распространение традиционные средства массовой информации (особенно газеты и телевидение), при этом остаётся низким уровень развития информагентств и Интернет-СМИ. Крупнейшими медиа-холдингами в городе являются ВГТРК (в лице филиала ГТРК «Томск») и «Рекламный дайджест».
В списке СМИ 75 крупнейших городов России в 2010 году Томск занимал 33 место по совокупному еженедельному тиражу общественно-политических печатных СМИ (419 807 экз.) и 32 место по «доступности негосударственных СМИ».

### Газеты

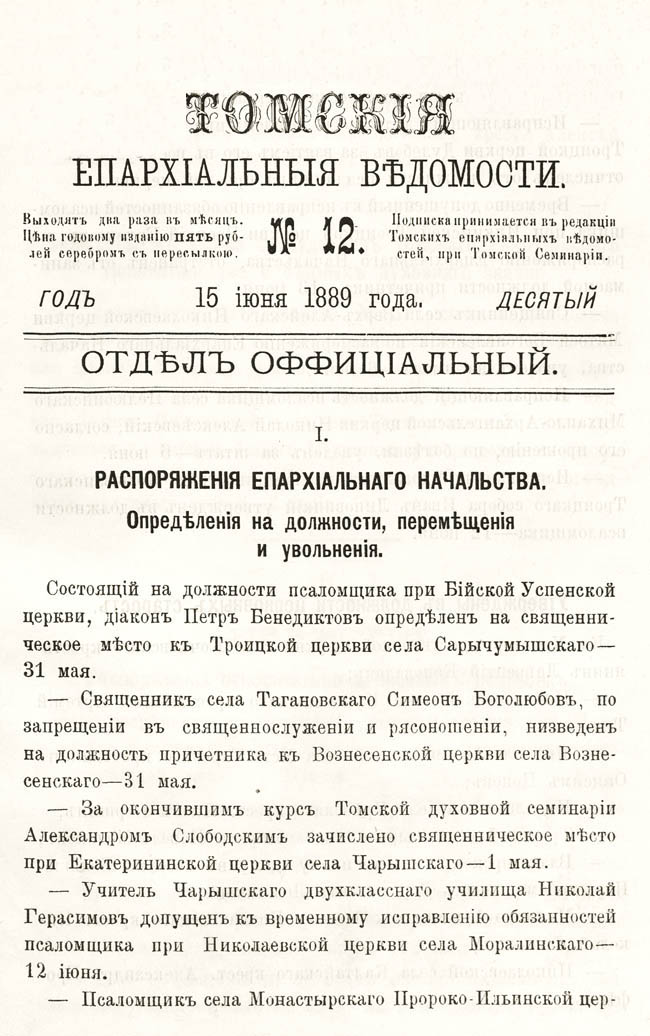
«Томские епархиальные ведомости» 15 июня 1889 года

Первый номер частной либеральной «Сибирской газеты» вышел в свет в 1881 году. До него в городе уже печатались «Томские епархиальные ведомости» (c 1880 года) и «Томские губернские ведомости» (с 1857 года). С 1 июня 1917 года выходит старейшая на сегодня газета «Красное знамя» (до 1921 года — «Знамя революции»). В настоящее время издаются 5 основных ежедневных издания («Красное знамя», «Томский вестник», «Вечерний Томск», «Московский комсомолец в Томске» и «Комсомольская правда — Томск») и множество еженедельных (в том числе «Томская неделя», «Томские новости», «Томские вести», «Ва-Банк»…) общественно-политических газет, а также многочисленные информационно-развлекательные, специализированные и рекламные издания.

### Журналы
В Томске выпускается около сотни журналов разной тематики, от журналов общего содержания («Серебряный кофе», «Следующий шаг») и рекламных («Бизнес и техника») до литературных и краеведческих альманахов («Сибирские Афины», «Сибирская старина»). Также есть общероссийские сетевые (в том числе глянцевые), такие как «Дорогое удовольствие», «Бизнес-журнал», в которых присутствуют томские полосы.

### Радиостанции
В 1927 году в кинотеатре № 1 состоялось торжественное открытие первого громкоговорителя. Эфирное вещание появилось в 1928 году — состоялась первая опытная передача на волне 750 м. Первое частное «Радио Сибирь» начало вещание c 7 января 1992 года.
Сегодня в FM-диапазоне Томска вещает 32 радиостанции, значительная часть эфира которых посвящена музыке и трансляции московских партнёров, однако почти все они имеют небольшое количество собственных программ. На этом фоне выделяются «Радио Сибирь» и «Томский Благовест», имеющие полностью собственное вещание, а также информационные радиостанции Радио России, Радио «Маяк» и «Вести FM». Вещание в УКВ-диапазоне было прекращено 28 мая 2018 г.

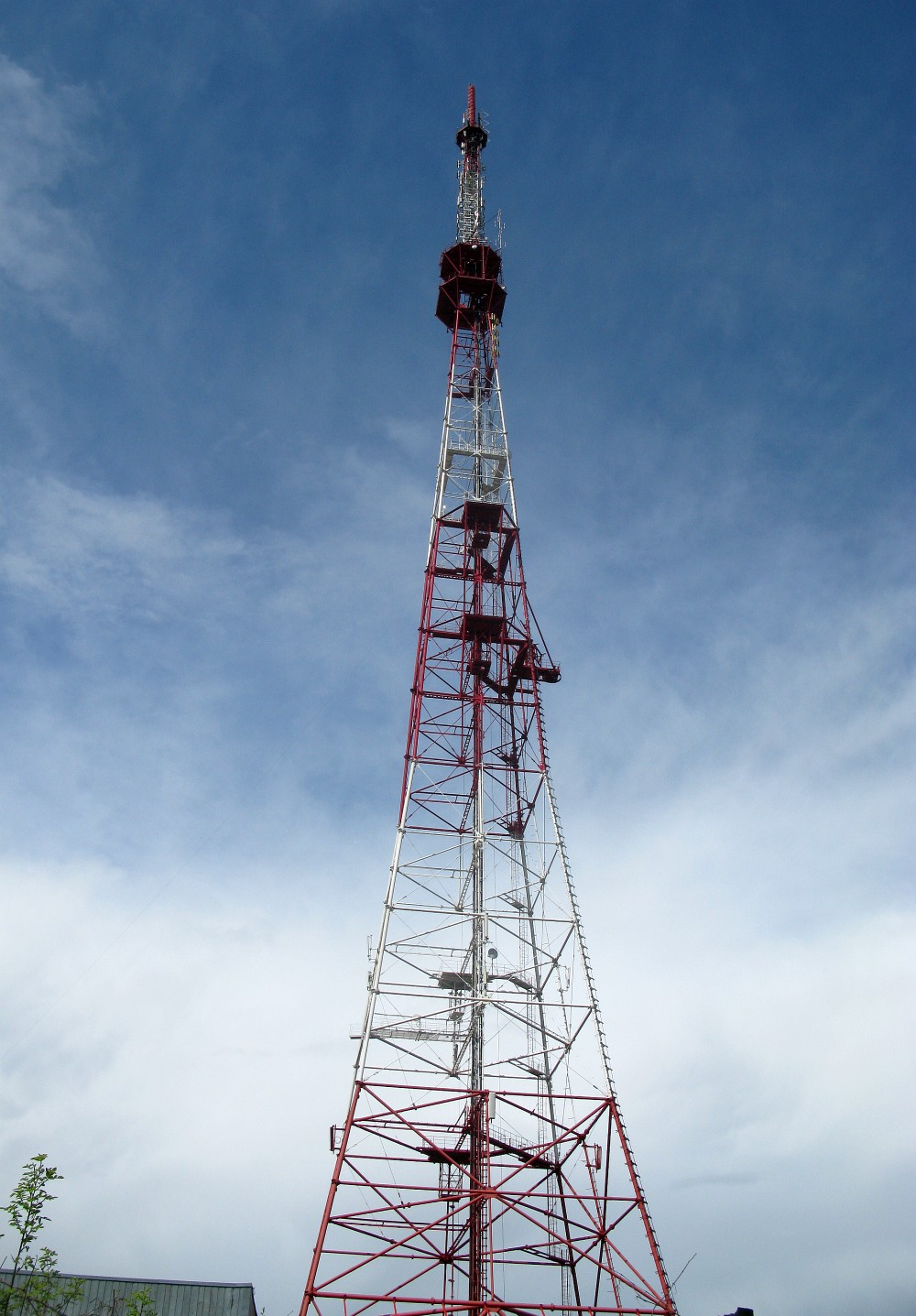
Радиотелевизионная башня в городе Томске

В настоящее время в городе вещают следующие радиостанции:
| Частота, МГц | Название                                       |
| ------------ | ---------------------------------------------- |
| 87,7         | «Радио 7 на семи холмах»                       |
| 88,5         | «Радио Звезда»                                 |
| 88,9         | «Relax FM»                                     |
| 89,5         | «Радио Monte-Carlo»                            |
| 90,3         | «Comedy Radio»                                 |
| 90,7         | «Наше радио»                                   |
| 91,1         | «Вести FM»>                                    |
| 91,5         | «Радио МИР»                                    |
| 92,6         | «Радио Вера»                                   |
| 95,7         | «Love Radio»                                   |
| 96,1         | «Радио Шансон»                                 |
| 96,5         | «Радио Ваня»                                   |
| 98,0         | «Радио Гордость»                               |
| 98,4         | «Дорожное радио»                               |
| 98,8         | «Радио Maximum»                                |
| 99,2         | «Новое радио»                                  |
| 99,6         | «Радио Jazz»                                   |
| 100,9        | Радио «Томский Благовест» (временно отключено) |
| 101,3        | «Радио Пи FM»                                  |
| 101,7        | «Хит FM»                                       |
| 102,1        | «Русское радио»                                |
| 102,5        | «Ретро FM»                                     |
| 102,9        | «Радио России» / «ГТРК Томск»                  |
| 103,4        | «Детское радио»                                |
| 103,8        | «DFM»                                          |
| 104,2        | «Юмор FM»                                      |
| 104,6        | «Радио Сибирь»                                 |
| 105,4        | «Авторадио»                                    |
| 106,1        | «Радио ENERGY»                                 |
| 106,6        | «Радио Маяк» / «ГТРК Томск»                    |
| 107,1        | «Радио Дача»                                   |
| 107,6        | «Европа Плюс»                                  |

### Телевидение
Томск стал четвёртым городом в стране, где появилось телевидение. 30 декабря 1952 года силами энтузиастов политехнического института проведён первый публичный сеанс телевещания, 30 апреля 1955 года началось вещание с первого в Сибири и четвёртого в СССР (после Москвы, Ленинграда и Киева) телевизионного передающего центра, а уже в мае 1955 года была организована полноценная студия телевидения. Правопреемником томской студии телевидения является «Томская государственная телерадиокомпания» (ГТРК «Томск»), входящая в структуру холдинга ВГТРК.
Вещание первой в городе частной телекомпании ТВ2, начавшись в мае 1991 года, продолжалось до 1 января 2015 года (эфирное вещание) и до февраля 2015 (кабельное и интернет вещание). Именно ТВ-2 неоднократно выигрывала российскую национальную телевизионную премию ТЭФИ в самых престижных номинациях — за лучшую информационную программу и лучшую информационно-аналитическую программу.
По результатам проведённого Федеральной конкурсной комиссией по телерадиовещанию при Минкомсвязи России конкурса от 1 марта 2017 г. № 254 обязательным общедоступным региональным телеканалом в Томской области признан телеканал «Региональная телекомпания „Томское время“» (Губернский телеканал «Томское время»), обязательный к распространению на 21-й позиции во всех кабельных сетях телевизионного вещания Томской области.
Кабельное вещание
Кабельное телевидение в аналоговом формате и цифровом DVB-C предлагают провайдеры «Томтел», «Новые ТелеСистемы», «Дом.ру», по технологии IPTV — «Томлайн», «Ростелеком», «Зелёная точка», «ТТК» («ЗапСибТрансТелеком»), «Неотелеком», многие малые домовые сети. У некоторых кабельных операторов имеются собственные инфо-каналы (иногда оформленные как СМИ) с информацией об услугах и промо-вещанием премиальных каналов, либо транслирующих виды города с веб-камеры с наложением данных текущей температуры.
Эфирное аналоговое вещание
10 июня 2019 года были отключены аналоговые передатчики федеральных телеканалов, входящих в состав цифровых эфирных мультиплексов и обладающих собственными лицензиями на вещание (без сетевых партнёров). На настоящий момент в эфире остались:
- 39 ТВК Солнце
- 51 ТВК Ю.

Эфирное цифровое вещание
30 сентября 2011 года губернатор Томской области подписал распоряжение о создании отраслевой рабочей группы по вопросам строительства и развития цифрового телерадиовещания Томской области. В августе 2018 года рабочая группа была создана повторно.
С 18 декабря 2012 на 21 ТВК Томским филиалом РТРС ведётся трансляция первого цифрового мультиплекса («РТРС-1») в формате DVB-T2. C июля 2017 г. в его составе начато включение региональных программ ГТРК «Томск» в каналы Россия-1, Россия-24 и Радио России по технологии ТРМ (технологии распределённой модификации программ; до этого момента вещались только федеральные версии этих телерадиоканалов). С 29 ноября 2019 года также по технологии ТРМ начались включения программ телеканала «Томское время» на канале ОТР.
С 25 июля 2014 г. на 44 ТВК ведётся трансляция второго цифрового мультиплекса («РТРС-2»).
- Первый мультиплекс цифрового телевидения России (пакет цифровых телеканалов «РТРС-1»)
- Второй мультиплекс цифрового телевидения России (пакет цифровых телеканалов «РТРС-2»)

### Информационные агентства
В 1968 году в Томске был открыт корреспондентский пункт ТАСС, впоследствии закрыт. Открытие бюро и пресс-центра информагентства «Интерфакс-Сибирь» произошло в 2004 году и было приурочено к 400-летию Томска. В феврале 2011 года состоялось открытие медиацентра РИА Новости в Томске. В городе также работают собкоры информагентства ИТАР-ТАСС.

### Интернет-СМИ
Из новостных изданий можно отметить сайт ГТРК «Томск», «Все новости. Томск» (включающий материалы «Томского вестника» и «Комсомольской правды в Томске»), портал Tomsk.ru, портал Vtomske.ru и «Томский Обзор».
В июне 2012 года был запущен сайт «РИА Новости в Томске». Первым мероприятием, транслируемым на сайте в прямом эфире, стала пресс-конференция губернатора Томской области Сергея Жвачкина. В 2014 году на базе сайта было создано агентство РИА Томск.
На начало 2019 года портал vtomske.ru занимает первые позиции среди средств массовой информации Томской области по количеству посещений, а также индексу качества сайта по версии поисковика «Яндекс».
Новые ресурсы, которые в той или иной мере претендуют на заполнение информационного поля в Томске, также появляются регулярно. Наиболее слабо представлена аналитическая интернет-журналистика — в силу недостатка профессиональных кадров и ограниченных ресурсов интернет-изданий.

### Томские интернет-энциклопедии
Две вики-энциклопедии собирают справочно-энциклопедические статьи о Томске и Томской области: Товики и Томская энциклопедия жизни (Томская энциклопедия жизни). Критерии значимости в местных вики-энциклопедиях сильно снижены, что позволяет отобразить множество местных явлений и процессов.

## Религия

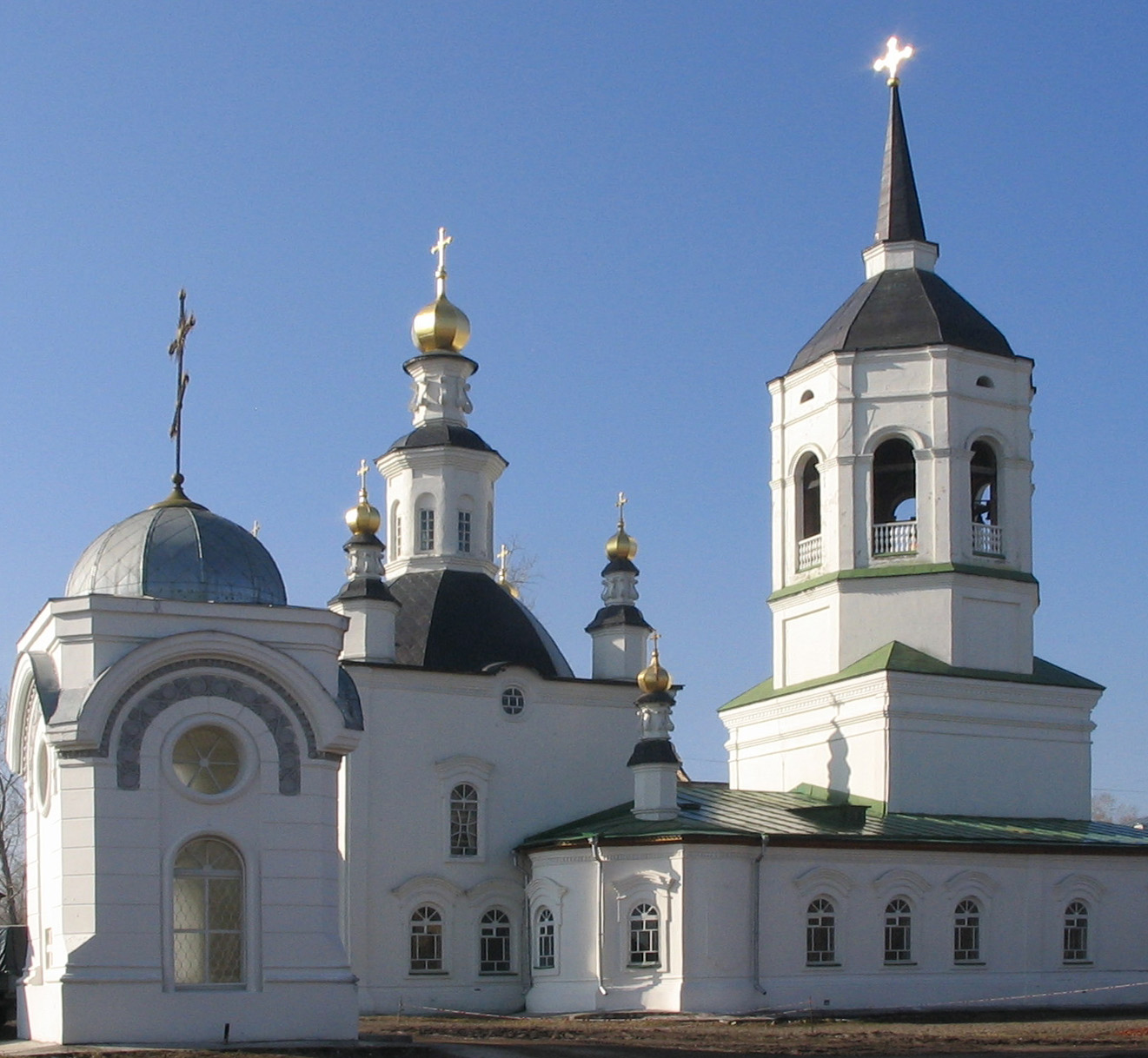
Казанская церковь и часовня Фёдора Кузьмича Богородице-Алексеевского монастыря

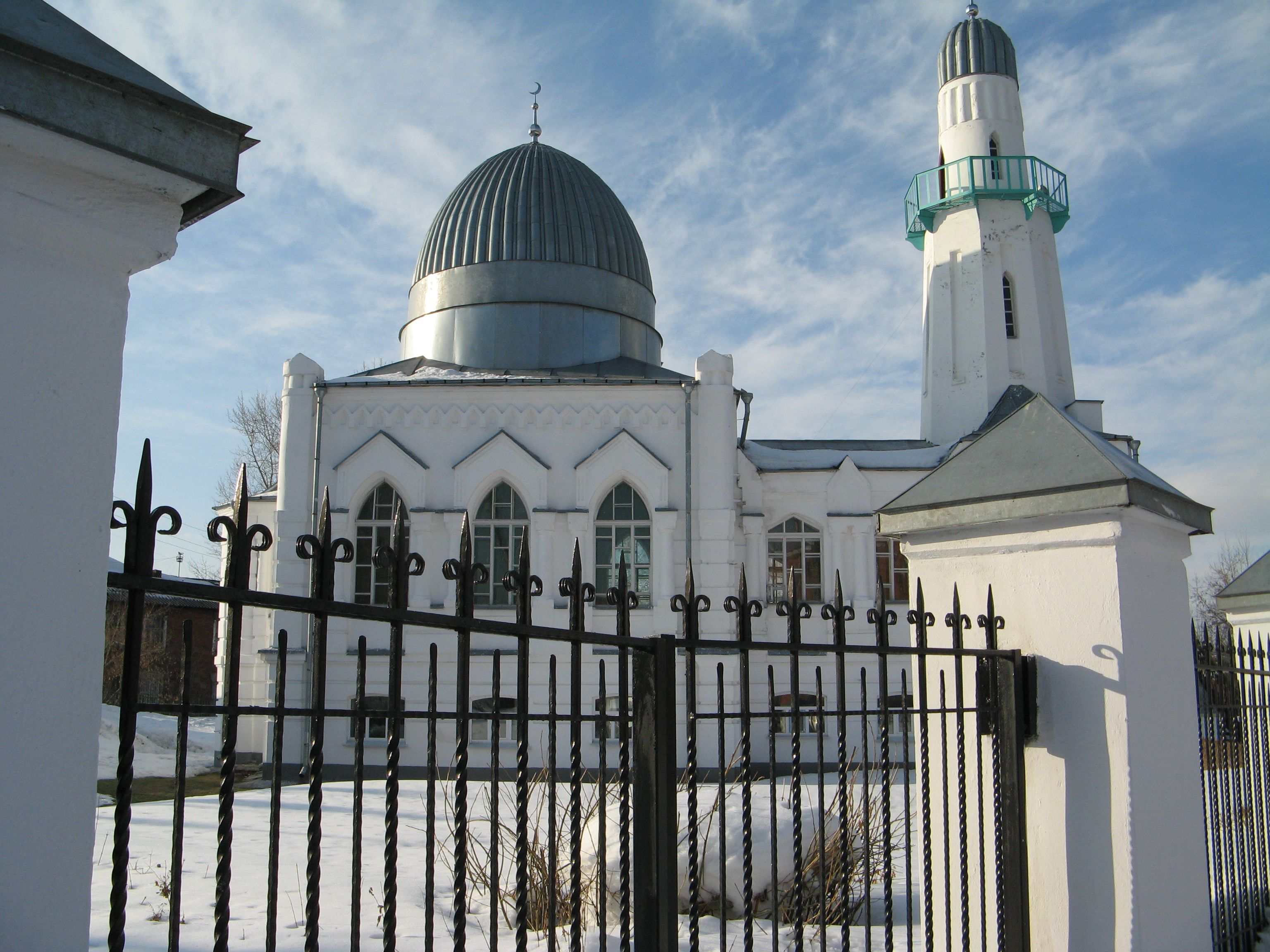
Белая Соборная мечеть (Томск, Московский тракт). Построена по проекту томского архитектора А. П. Лангера в 1900 году. К 1999 году восстановлена в первозданном виде

Первым храмом Томска был Свято-Троицкий храм, который начали строить в год основания города и закончили через два года, к 1820 году он обветшал и был разобран. В 1605 году был основан первый монастырь — Богородице-Алексеевский. В 1622 году был построен Воскресенский храм, который в 1807 году был перестроен в камне и стал одним из красивейших храмов Томска. В Богоявленском соборе в 1804 году было объявлено об основании Томской губернии. До Октябрьской революции в Томске был 31 православный храм, несколько соборов, часовен и монастырей. Кроме того, в городе действовали старообрядческая церковь, польский католический храм, лютеранская кирха, три синагоги, в том числе Томская Хоральная Синагога и Солдатская синагога (на данный момент считается единственной сохранившейся деревянной синагогой в мире), две мечети — Первая Соборная красная мечеть и Белая Соборная мечеть. В годы советской власти большинство храмов было разрушено, лишь некоторые сохранились благодаря их использованию не по назначению — как цеха, склады, архив, жилые дома. В последнее время некоторые из них были восстановлены и переданы верующим.
- Богоявленский собор[294]
- Петропавловский собор[295]
- Свято-Троицкая церковь[296]
- Воскресенская церковь[297]
- Казанский храм Богородице-Алексиевского мужского монастыря[298]
- Храм преподобного Сергия Радонежского[299]
- Петропавловская церковь[300]
- Знаменская церковь[301]
- Храм Святаго Благоверного Александра Невского[302]
- Домовая церковь во имя иконы Божией Матери «Целительница» Томской областной клинической больницы[303]
- Домовая церковь во имя Свт. Николая Чудотворца Томской окружной психиатрической лечебницы[304]
- Домовый храм Прихода апостола и евангелиста Иоанна Богослова в Академгородке[305]
- Домовый храм в честь святой преподобномученицы Великой княгини Елизаветы[306]
- Домовый храм святителя Николая Чудотворца городской больницы № 2[307]
- Домовой храм святителя Николая Чудотворца при Центре ритуальных услуг[308]
- Часовня Иверской Иконы Божией Матери[309]
- Томская духовная семинария[310]
- Кафедральный старообрядческий храм во имя Успения Пресвятыя Богородицы Томской епархии[311][312]

В рамках подготовки к российско-германскому саммиту, проходившему в Томске в апреле 2006 года, за два месяца была построена новая деревянная (сосновая) лютеранская кирха Святой Марии взамен разрушенной в 1936 году. 

## Спорт
В Томске развиты такие спортивные направления, как академическая гребля, баскетбол, волейбол, альпинизм и спортивный туризм, конный спорт, лыжные виды спорта, сноуборд, подводное плавание, шахматы, Pole dance теннис. Имеется несколько стадионов (в том числе стадион «Труд», на котором проходили домашние матчи футбольной команды «Томь» и «Томь-2»), бассейны, спортивные площадки, дворец зрелищ и спорта, залы для боулинга, картодромы, лыжный трамплин и лыжероллерная трасса (в районе Академгородка).
В 2005 году впервые в истории Томска футбольный клуб «Томь» попал в Премьер-лигу — высший дивизион российского футбола. Сезон 2012/2013 клуб провёл в первенстве ФНЛ, на следующий сезон «Томь» вновь вышла в Премьер-лигу, но по итогам сезона 2013/2014 года опять покинула её. В настоящее время потерял профессиональный статус. Домашние матчи клуб проводил на городском стадионе «Труд». В 2025 году в городе был основан новый профессиональный футбольный клуб КДВ.
В Томске расположен спортивный клуб аквалангистов ТГУ «Скат». Клуб был основан в 1959 году выпускниками Томского государственного университета. За годы своего существования клуб выиграл множество наград на престижных спортивных состязаниях, подготовил ряд мастеров спорта, первых чемпионов России, СССР, Европы и мира по подводному спорту.
Женская команда «Томичка-Юпитер» выступает в Высшей Лиге «Б» зоны Сибирь и Дальний Восток Чемпионата России по волейболу. Все свои домашние матчи команда проводит в спортивном комплексе «Юпитер».
В 2010 году было окончено строительство закрытого стадиона для занятий лёгкой атлетикой возле стадиона «Кедр». С начала 2011 года в городе работает ледовый дворец «Кристалл».
Также построен 11-метровый скалодром при ТПУ, с эталонной олимпийской трассой, есть несколько боулдеринговых залов.
Планируется строительство гребного канала для российской сборной.
В декабре 2013 года была открыта лыжная трасса в Академгородке. Спустя 2 года появилась ещё одной длиной 10 км, идущая от стадиона «Буревестник» до посёлка Аникино.

## Почётные граждане
Звание «Почётный гражданин города Томска» присваивалось с XIX века за особые заслуги перед городом. После установления советской власти и упразднения городского самоуправления присвоение звания было приостановлено до 29 марта 1967 года.
| ФИО                | Род деятельности | Год присвоения звания |
| ------------------ | --- | --------------------- |
| З. М. Цибульский   | Купец | 1879                  |
| Е. И. Королёв      | Купец | 1882                  |
| А. Я. Немчинов     | Купец | 1882                  |
| М. А. Гиляров      | Управляющий Томской казённой палатой                                                                                           | 1889                  |
| Г. А. Тобизен      | Томский губернатор | 1892                  |
| В. М. Флоринский   | Профессор | 1898                  |
| П. И. Макушин      | Предприниматель и просветитель                                                                                                 | 1910                  |
| Н. Л. Гондатти     | Губернатор | 1911                  |
| Г. Н. Потанин      | Исследователь, общественный деятель                                                                                            | 1915                  |
| П. Н. Игнатьев     | Министр народного просвещения                                                                                                  | 1917                  |
| А. А. Иванова      | Партийный деятель | 1967                  |
| Е. М. Кужелева     | Партийный деятель, корреспондент                                                                                               | 1967                  |
| А. И. Беленец      | Партийный и государственный деятель, бывший председатель исполкома Томского горсовета                                          | 1967                  |
| Д. Д. Яблоков      | Терапевт, учёный и клиницист. Профессор Томского медицинского института                                                        | 1968                  |
| Н. Н. Рукавишников | Космонавт | 1971                  |
| Г.Н.Ворошилов      | Участник ВОВ, Герой Советского Союза                                                                                           | 1985                  |
| М. С. Бушуев       | Водитель, Герой Советского Союза                                                                                               | 1985                  |
| Н. Я. Дорохов      | Герой Советского Союза | 1985                  |
| Н. М. Гуменный     | Полковник | 1985                  |
| Г. М. Марков       | Писатель | 1981                  |
| Р. С. Карпов       | академик РАМН, директор Томского НИИ кардиологии (1986—2015)                                                                   | 1997                  |
| М. М. Райзман      | Директор завода «Реатон» | 1998 (посмертно)      |
| Д. В. Моравецкий   | Ветеран спорта | 1999                  |
| М. А. Кривов       | Бывший директор СФТИ | 1999                  |
| Ю. Я. Ковалёв      | Бывший председатель исполкома Томского горсовета                                                                               | 1999                  |
| В. Е. Зуев         | Академик | 2000                  |
| А. Н. Потапов      | организатор Томского научного центра РАМН                                                                                      | 2000                  |
| В. Е. Панин        | Академик | 2000                  |
| В. А. Морякина     | Директор Ботанического сада ТГУ (1969—2008)                                                                                    | 2000                  |
| Б. Н. Климычев     | Писатель | 2001                  |
| И. П. Чучалин      | Профессор, бывший ректор ТПУ                                                                                                   | 2001                  |
| А. П. Бычков       | Профессор, бывший ректор ТГУ                                                                                                   | 2001                  |
| Б. И. Альперович   | профессор СГМУ | 2002                  |
| П. В. Голубев      | Бывший генеральный директор предприятия «Полюс»                                                                                | 2003                  |
| Е. Д. Гольдберг    | Профессор, директор НИИ фармакологии                                                                                           | 2003                  |
| В. М. Кресс        | Глава Администрации Томской области (1991—1995), губернатор Томской области (1995—2012)                                        | 2004                  |
| В. П. Тарасенко    | Профессор, заместитель председателя ТНЦ СО РАН                                                                                 | 2004 (посмертно)      |
| Б. А. Мальцев      | Председатель Думы Томской области (1994—2011), академик РАЕН, член Союза писателей России                                      | 2004                  |
| В. В. Новицкий     | Ректор СибГМУ (1997—2014), академик РАН                                                                                        | 2006                  |
| Н. А. Вяткин       | Генеральный директор акционерного общества «Томскэнерго»                                                                       | 2008                  |
| Г. В. Майер        | Ректор ТГУ (1995—2013), доктор физико-математических наук                                                                      | 2009                  |
| В. Т. Резников     | Заслуженный строитель РФ, генеральный директор ООО «Горсети»                                                                   | 2011                  |
| Н. П. Путинцев     | Инспектор дорожного движения                                                                                                   | 2011 (посмертно)      |
| В. Я. Гюнтер       | Учёный-радиотехник, первый генеральный директор и главный конструктор ЗАО НПФ «Микран»                                         | 2012 (посмертно)      |
| Е. К. Лигачёв      | бывший первый секретарь Томского обкома КПСС                                                                                   | 2015                  |
| Г. А. Месяц        | Вице-президент РАН (1987—2013)                                                                                                 | 2016                  |
| В. П. Пузырев      | Генетик, доктор медицинских наук, академик РАН, директор НИИ медицинской генетики Томского научного центра СО РАМН (1987—2015) | 2017                  |
| С. А. Заплавный    | Поэт, прозаик, член Союза писателей России. Автор текста «Гимна Томску»                                                        | 2018                  |

## Кладбища
Первое православное кладбище Томска находилось на мысу Воскресенской горы у Троицкой церкви. В южной части современной Соляной площади находилось и первое католическое кладбище, отчего эту местность называли Шведской горой. Здесь был похоронен комендант Томска Томас Де-Вильнёв (1715—1794).
В конце XVIII века православное Вознесенское кладбище было устроено у выезда из города по Иркутскому тракту. Здесь были похоронены многие известные томичи — З. М. Цибульский, Е. Н. Кухтерин, Ф. Х. Пушников, Е. И. Королёв, В. Н. Вытнов и др. Заходивший, вероятно, на это кладбище Николай Клюев писал в 1935 году: «Какое здесь прекрасное кладбище — на высоком берегу реки Томи, берёзовая и пихтовая роща, есть много замечательных могил…»

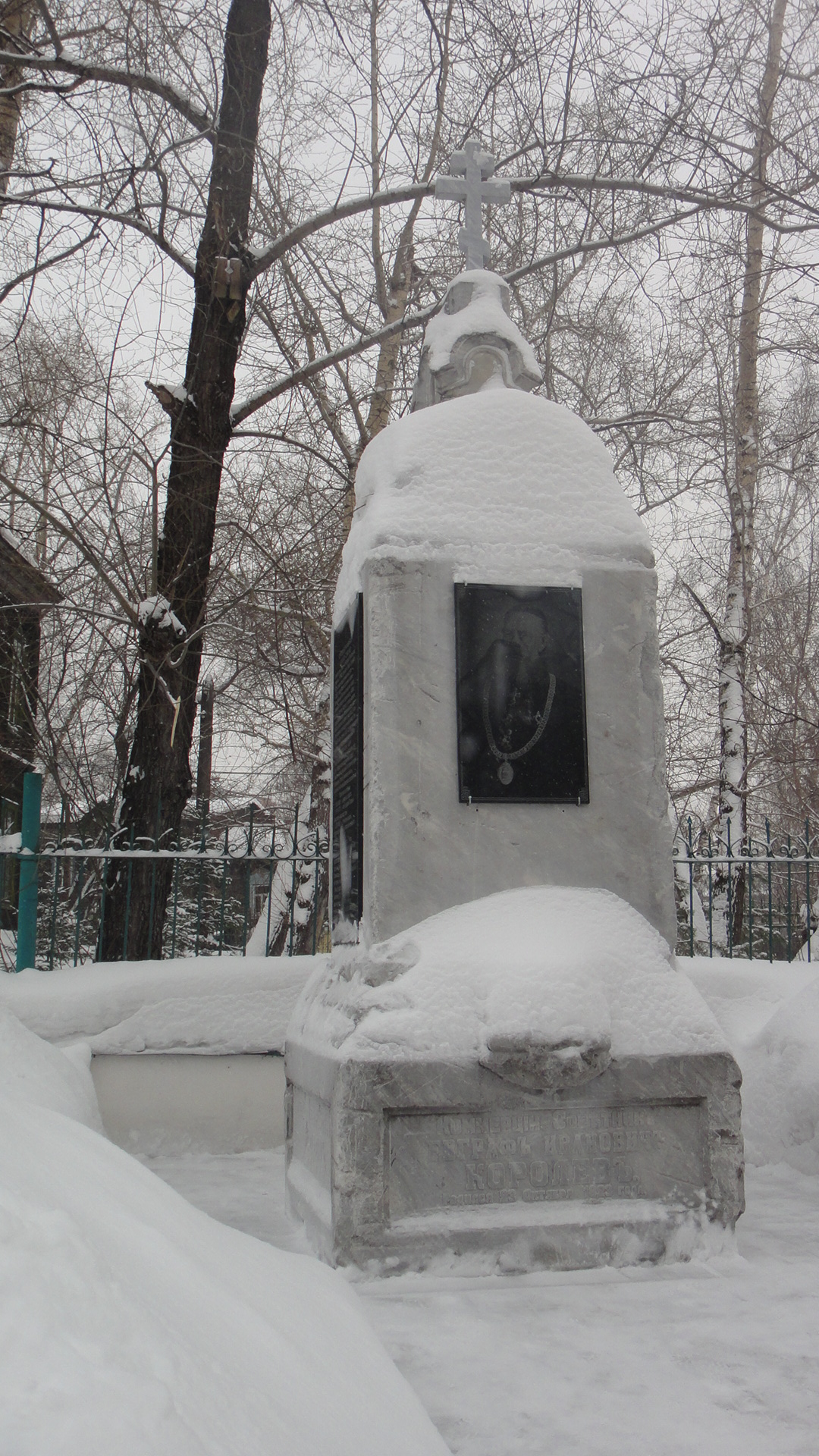
Надгробие
Е. И. Королёва, ныне воссоздано в ограде Троицкого собора (Томск)

На выезде из города по Спасскому тракту с середины XIX века располагалось православное Преображенское кладбище. Здесь покоился прах профессоров А. А. Линдстрема, В. П. Алексеевского, статистика Д. Е. Зверева, публициста С. С. Синегуба, поэта В. П. Красногорского, существовала «студенческая аллея», «политический» участок ссыльных революционеров — могилы А. Хоржевской, А. Кропоткина, Н. Кузнецова, жертв черносотенного погрома в Томске 1905 года. В 1939 году кладбище было закрыто, а в 1958 году полностью ликвидировано (ныне застроено корпусами НИИ полупроводниковых приборов и объединения «Контур»). Захоронения П. Н. Крылова, Димитрия (Беликова), академика М. А. Усова были перенесены в другие места.
Кладбища существовали при обоих томских монастырях — Богородице-Алексеевском и Иоанно-Предтеченском. На кладбище Богородице-Алексеевского монастыря были похоронены старец Фёдор Кузьмич, крупный томский золотопромышленник И. Д. Асташев, томский губернатор Н. В. Родзянко. На профессорском участке Иоанно-Предтеченского кладбища были похоронены Э. Г. Салищев, Д. И. Тимофеевский, П. П. Наранович, Г. Н. Потанин (захоронение перенесено в Университетскую рощу), М. П. Черепанова, А. А. Волина и др.
В советское время все исторические некрополи Томска были уничтожены. При ликвидации Вознесенского кладбища (1954) сто могил было решено перенести на другие места. Некрополь Алексеевского монастыря сейчас восстанавливается, воссоздана часовня Фёдора Томского, проведены раскопки, позволившие атрибутировать некоторые захоронения.
В 1939 году было открыто Южное кладбище на выезде из города по Коларовскому тракту. Действовавшее до 1962 года, оно со временем стало главным томским кладбищем. Здесь похоронены академики В. Д. Кузнецов, Н. В. Вершинин и А. Г. Савиных. Сюда при ликвидации Преображенского кладбища было перенесено захоронение начальника Томского ЧК А. В. Шишкова, томского архиерея Димитрия (Беликова) и академика М. А. Усова. В годы Великой Отечественной войны, начиная с 1942 года, на Южном кладбище было захоронено около тысячи воинов, умерших от ран в военных госпиталях Томска. Здесь же братская могила 20 курсантов Томского артиллерийского училища, погибших при исполнении служебных обязанностей. В 1959 году в ознаменование пятнадцатилетия со дня разгрома немецко-фашистских захватчиков было принято решение о создании на кладбище мемориального комплекса. Открытие мемориала состоялось 9 мая 1960 года.
В том же, 1939 году было организовано Северное кладбище в районе станции Томск-II. В 1966 году здесь был похоронен член оперативного студенческого отряда Сергей Вицман, погибший при задержании опасного вооружённого преступника. На кладбище имелся еврейский участок. Действовало до 31 декабря 1973 года.
2 января 1974 года было открыто кладбище «Бактин». С января 2007 года оно считается закрытым, производятся родственные подзахоронения. 15 июня 2011 года на «Бактине» были установлены гранитные памятники генерал-лейтенанту царской армии Николаю Пепеляеву, бывшему военному коменданту Томска (его могила на Преображенском кладбище Томска была утрачена при ликвидации кладбища) и его сыну Анатолию Пепеляеву, командовавшему сибирской армией Колчака и расстрелянному в 1938 году в Новосибирске. На кладбище обществом «Мемориал» установлена стела памяти о сотнях захороненных здесь расстрелянных политзаключённых. В 1995 году сюда с Каштака были перенесены обнаруженные там останки жертв массовых расстрелов. Среди похороненных на кладбище Бактин основатель научной школы в области физики прочности металлов М. А. Большанина, ректор Томского университета А. П. Бычков, Герои Советского Союза Н. Я. Дорохов, А. К. Ерохин и П. И. Орлянский, капитан команды КВН «Дети лейтенанта Шмидта» Г. А. Малыгин, легендарный сотрудник ГАИ Н. П. Путинцев («дядя Коля»), российский адвокат и телеведущий программы «Суд идёт» Б. А. Тарасов.
Действующим городским «некрополем» является кладбище «Воронино», расположенное в одноимённой деревне Томского района (250 га), открытое в 2007 году. Захоронения по мусульманскому обряду проводятся на кладбище деревни Эушта. Остальные 12 кладбищ, курируемых муниципальным казённым учреждением «Служба городских кладбищ» или разрешены только для подзахоронений, или же окончательно закрыты для новых погребений, хотя на некоторых из них периодически выявляются незаконные новые могилы.

## Города-побратимы
- Монро (Мичиган, США), с 11 июля 1995 года[337]
- Тбилиси (Грузия), с 2002 года[338]
- Ульсан (Республика Корея), с 2003 года[339]
- Новороссийск (Россия), с 2008 года[340]
- Смоленск (Россия), с 2009 года[341]
- Толидо (Огайо, США)[342]

## В филателии и нумизматике

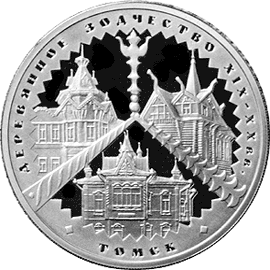
Памятная монета Банка России, серия «Памятники архитектуры России», Деревянное зодчество (XIX—XX вв.), 3 рубля, серебро, 2004 год
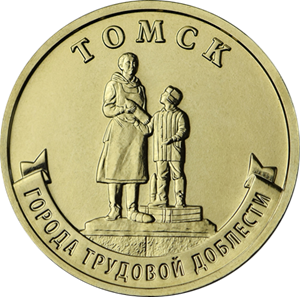
Памятная монета Банка России, серия «Города трудовой доблести», сталь планкированная латунью, 10 рублей, 2024 год
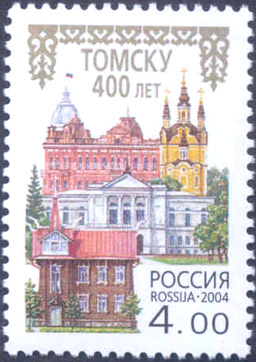
Марка Почты России, 2004 год, посвященная 400-летию Томска